# Riedlingsdorf
Riedlingsdorf (ungarisch Rödöny, Rödon) ist eine Marktgemeinde im Bezirk Oberwart im Burgenland in Österreich, die im oberen Pinkatal liegt und 1691 Einwohnern (Stand 1. Jänner 2025) hat. Der 1331 erstmals urkundlich erwähnte Ort wurde als Waldhufendorf innerhalb des ungarischen Grenzschutzsystems Gyepű gegründet. Anfangs Teil der Herrschaft Bernstein gehörte Riedlingsdorf jahrhundertelang zur Herrschaft Pinkafeld in Westungarn. Militärische Auseinandersetzungen wie der Erste Österreichische Türkenkrieg und die Kuruzenaufstände führten wiederholt zu Zerstörungen.
Die Ortschaft kam im Zuge der Landnahme des Burgenlandes 1921 zu Österreich. Am Ende des 20. Jahrhunderts änderte sich das Erscheinungsbild der Ortschaft grundlegend, als die bäuerlichen Strukturen verschwanden, weil viele Einheimische als Wochenpendler vor allem nach Wien pendeln. Aufgrund des EU-geförderten regionalen Wirtschaftsaufschwungs des Burgenlandes der letzten Jahrzehnte bildet Riedlingsdorf mittlerweile eine Wohngemeinde für junge Familien.

## Geografie

### Lage
Die Gemeinde liegt im Nordwesten des südlichen Burgenlands im oberen Pinkatal an den Ausläufern des Wechselgebiets (Bernsteiner Bergland im Nordosten, Bucklige Welt im Nordwesten, Joglland im Westen), das hier gegen Süden nahtlos in das südburgenländische Hügelland übergeht. Das Landschaftsbild wird im Nahbereich von sanften Hügeln und großräumig vom Wechselmassiv geprägt. Nach Süden hin öffnet sich das Tal der Pinka, die begrenzenden Erhebungen erreichen nicht mehr die Höhe wie jene im Norden der Ortschaft.

### Gemeindegliederung
Die Gemeinde gliedert sich sechs Ortsteile, von denen Untertrum (südöstlich), Mitteltrum (zentral), Obertrum (nördlich) und Neudörfl (nordöstlich) östlich der Pinka liegen, während sich Unteranger im Süden und Oberanger im Norden westlich der Pinka befinden.

### Nachbargemeinden
Zu den beiden Nachbarstädten Pinkafeld und Oberwart gibt es mit der Steinamangerer Straße eine direkte Straßenverbindung, wobei man nach Pinkafeld üblicherweise über die L264 (Riedlingsdorfer Straße) fährt. Nach Buchschachen, einem Ortsteil der Nachbargemeinde Markt Allhau, führt mit der L360 (Buchschachener Straße) ebenfalls eine direkte Straße. Der Nachbarort Oberschützen ist über einen asphaltierten Güterweg zu erreichen, der nach zwei Kilometern in die von Pinkafeld nach Oberschützen führende L235 (Pinkafelder Straße) mündet. Zum Nachbarort Loipersdorf-Kitzladen gibt es keine direkte Straßenverbindung.
| Grafenschachen        | Pinkafeld                                   | Wiesfleck         |
| Loipersdorf-Kitzladen | Kompassrose, die auf Nachbargemeinden zeigt | Oberschützen      |
| Markt Allhau          | Oberwart                                    | Bad Tatzmannsdorf |

### Flora und Fauna

#### Flora

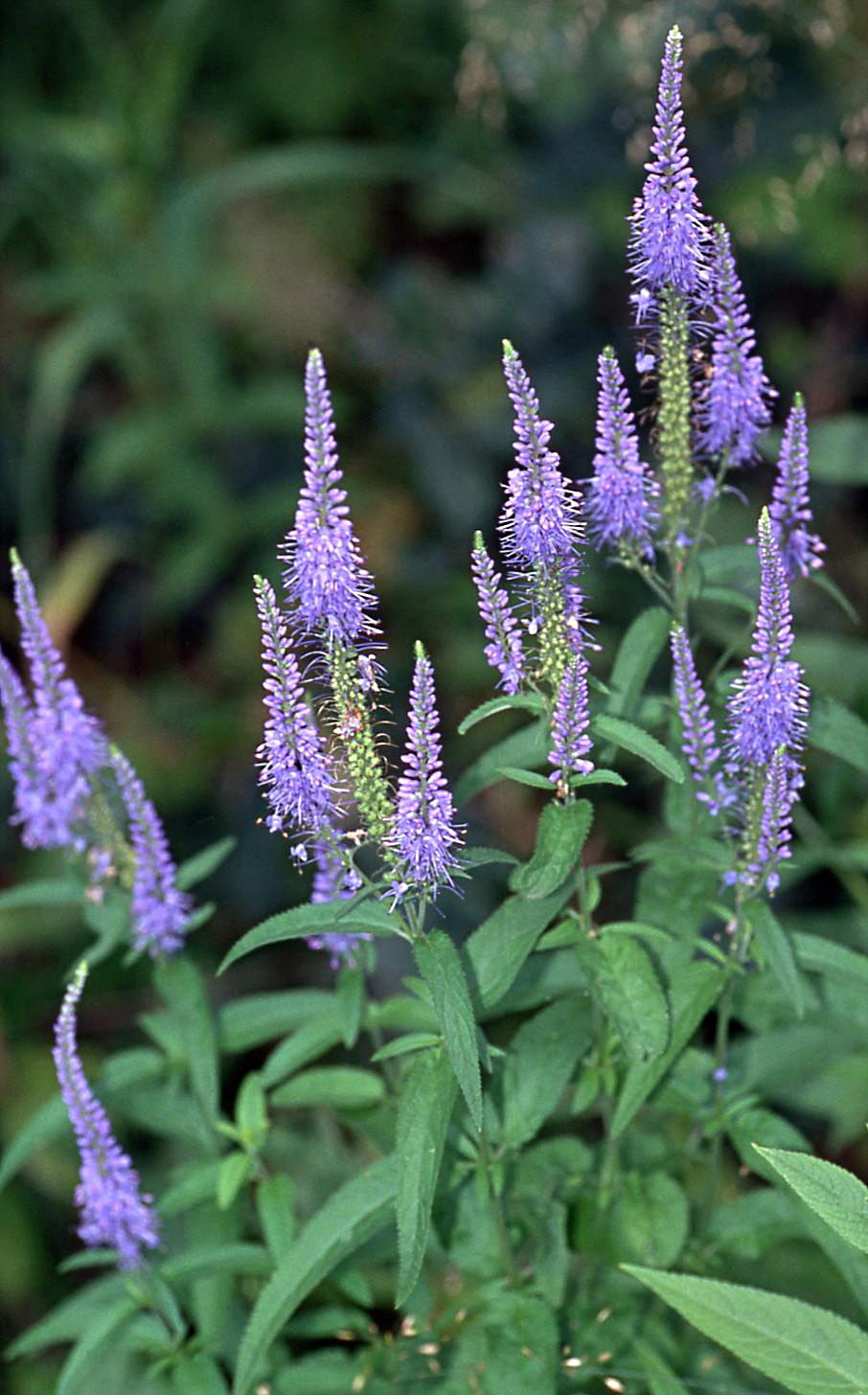
Im Süden von Riedlingsdorf ist der stark gefährdete Langblättrige Ehrenpreis anzutreffen.

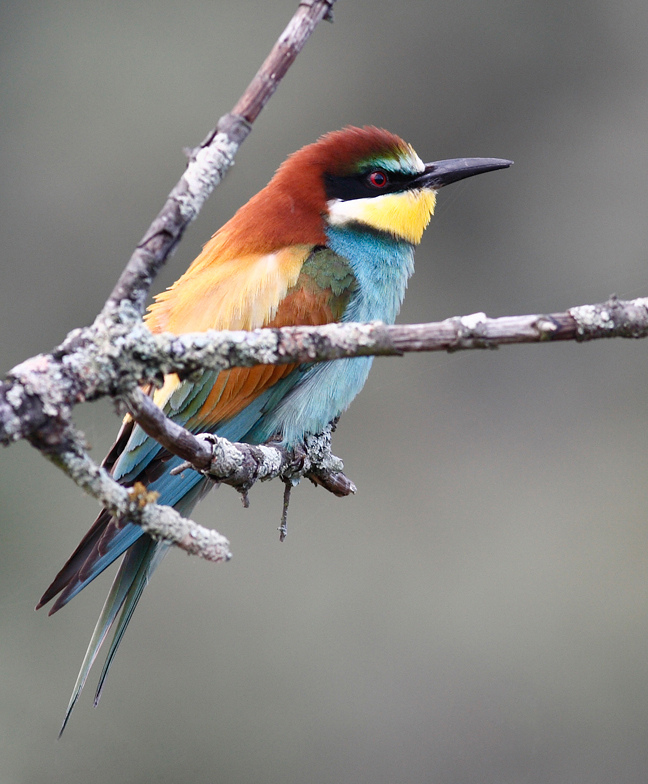
Auf dem ehemaligen Abbauareal des Ziegelwerks befindet sich eine seltene Bienenfresser-Kolonie.

Die Grundzusammenlegung in den 1980er-Jahren führte um maschinengerechte Grundstücksstrukturen zu erhalten zu einem massiven Eingriff in die Kulturlandschaft des Ortes und somit auch zu einer Veränderung des Lebensraumes von Tieren und Pflanzen. Neben diesen für die Landwirtschaft optimierten Flächen gibt es aber nach wie vor Bereiche, in denen ein großer Artenreichtum erhalten geblieben ist. So befindet sich einen Kilometer südlich der Ortschaft eine rund einen Hektar große Pfeifengraswiese, die durch extensive Grünlandbewirtschaftung entstanden ist und die für die Region seltene Pflanzenarten wie Sumpf-Schafgarbe, Glanz-Wiesenraute oder Sibirische Schwertlilie beherbergt. Während südlich der Ortschaft gefährdete Raritäten wie Echter Baldrian, Ufer-Wolfstrapp, Grau-Katzdistel, Langblättriger Ehrenpreis und Sumpf-Weidenröschen wachsen, entwickeln sich entlang der Pinka große Neophyten-Flure, bestehend aus Schlitzblättrigem Sonnenhut, Kanadischer Goldrute und Drüsigem Springkraut.
Östlich des Friedhofes, befinden sich Streuobstwiesen lokaler Obstsorten und gefährdete Wiesenpflanzen wie Heide-Nelke und Großblütige Braunelle.
In den Wäldern dominieren Fichten. Klimatische Veränderungen der letzten Jahrzehnte und massiver Borkenkäferbefall setzen diese unter Druck, auch Orkanereignisse, zuletzt 2017, führen zu großen Schäden. Da auch die Förderrichtlinien der Burgenländischen Landesregierung eine Förderung der Aufforstung von Fichtenwälder ausschließen, sind die Wälder einem umfassenden Wandel unterworfen, weil die Waldbesitzer für die Wiederaufforstung der geschädigten Waldflächen überwiegend Laubbäume verwenden.

#### Fauna
Eine Besonderheit stellt die in Riedlingsdorf ansässige Bienenfresser-Kolonie im aufgelassenen Abbauarela des örtlichen Ziegelwerkes dar. Der Mitte der 2000er-Jahre eingestellte Tonabbau hinterließ eine stufenförmige Abbaugrube mit großen Steilwänden, in denen die Bienenfresser ihre Nesthöhlen bauen. Neben der Riedlingsdorfer Brutkolonie gibt es im ganzen Südburgenland nur noch eine weitere in einer Sandgrube nördlich von Pinkafeld.
Die Wiesen südlich der Ortschaft werden von zum Teil seltenen Schmetterlingsarten wie Blauäugiger Waldportier, Braunfleckiger Perlmuttfalter, Kurzschwänziger Bläuling oder Heller Wiesenknopf-Ameisenbläuling bevölkert. An Heuschrecken sind neben Arten wie Bunter Grashüpfer, Feldgrashüpfer oder Kleine Goldschrecke auch die seltene Große Goldschrecke oder die Große Schiefkopfschrecke auf diesen Wiesen anzutreffen. Als seltene Tierart ist auf diesen Flächen außerdem die Gerandete Jagdspinne anzutreffen.
Die Wiesen und Wälder der Gemeinde stellen außerdem den Lebensraum von für das Südburgenland typischen Tierarten wie Rothirsch, Rehwild, Wildschwein, Fasan, Rebhuhn, Fuchs und Dachs dar, welche von der Jagdgesellschaft Riedlingsdorf bejagt werden.

### Klima
Die Gemeinde befindet sich in der gemäßigten Klimazone. Durch seine Lage südöstlich der Alpen ist Riedlingsdorf von den vorherrschenden Westwinden, die Wetterfronten vom Nordatlantik nach Nordwest- und Mitteleuropa bringen, weitgehend abgeschirmt.
Die durchschnittliche Jahrestemperatur beträgt minimal 6,6 und maximal 14,5 °C und die mittlere jährliche Niederschlagsmenge 719 Millimeter. Der meiste Niederschlag fällt im Monat Juni mit 99 Millimeter im Durchschnitt, der wenigste im Januar mit 24 Millimeter im Mittel.
|                        | Jan  | Feb  | Mär  | Apr  | Mai  | Jun  | Jul  | Aug  | Sep  | Okt  | Nov | Dez  |   |      |
| Mittl. Temperatur (°C) | −1,1 | 0,5  | 4,9  | 10,5 | 14,7 | 18,5 | 20,3 | 19,9 | 15,1 | 10,1 | 5,1 | 0,2  | ⌀ | 9,9  |
| Mittl. Tagesmax. (°C)  | 2,8  | 4,9  | 9,8  | 15,3 | 19,2 | 23,0 | 24,7 | 24,2 | 19,2 | 14,3 | 8,6 | 3,7  | ⌀ | 14,2 |
| Mittl. Tagesmin. (°C)  | −4,5 | −3,5 | −0,2 | 5,0  | 9,5  | 13,3 | 15,2 | 15,0 | 10,8 | 6,2  | 2,1 | −2,7 | ⌀ | 5,6  |
|                        |      |      |      |      |      |      |      |      |      |      |     |      |   |      |
| Niederschlag (mm)      | 34   | 36   | 52   | 58   | 89   | 100  | 96   | 94   | 87   | 68   | 61  | 45   | Σ | 820  |
|                        |      |      |      |      |      |      |      |      |      |      |     |      |   |      |
| Sonnenstunden (h/d)    | 4,7  | 5,6  | 7,1  | 9,4  | 10,4 | 11,7 | 11,8 | 10,4 | 8,1  | 5,8  | 4,5 | 4,6  | ⌀ | 7,9  |
|                        |      |      |      |      |      |      |      |      |      |      |     |      |   |      |
| Regentage (d)          | 6    | 6    | 7    | 8    | 10   | 10   | 10   | 9    | 8    | 7    | 7   | 7    | Σ | 95   |
|                        |      |      |      |      |      |      |      |      |      |      |     |      |   |      |
| Luftfeuchtigkeit (%)   | 80   | 76   | 72   | 66   | 70   | 69   | 69   | 71   | 75   | 81   | 83  | 81   | ⌀ | 74,4 |

| −4,5 |

| −3,5 |

| −0,2 |

| 5,0 |

| 9,5 |

| 13,3 |

| 15,2 |

| 15,0 |

| 10,8 |

| 6,2 |

| 2,1 |

| −2,7 |

| −4,5 |

| −3,5 |

| −0,2 |

| 5,0 |

| 9,5 |

| 13,3 |

| 15,2 |

| 15,0 |

| 10,8 |

| 6,2 |

| 2,1 |

| −2,7 |

## Geschichte

### Vor- und Frühgeschichte

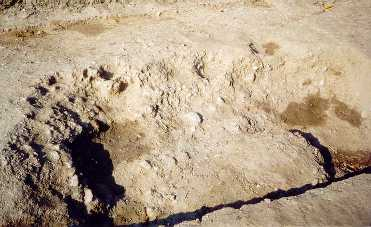
Ausgrabung 2002: Hüttenfundament Lampelfeld, Alter ca. 6000 Jahre

Dass die Gegend rund um Riedlingsdorf von jungsteinzeitlichen Jägern und Sammlern durchstreift wurde, bewiesen einerseits der Fund eines Tongefäßes in Oberwart, das der Lengyel-Kultur zugerechnet werden konnte, und andererseits die Entdeckung des Fundamentes einer Hütte auf dem Ortsried Lampelfeld, der im Norden von Riedlingsdorf an Pinkafeld grenzt. Dieser Fund wurde 2002 im Zuge einer Ausgrabung gemacht, die vom Landesmuseum Burgenland durchgeführt wurde. Bei der Entdeckung des Hüttenfundamentes konnten die Archäologen auf dem Boden der Hütte auch einen Steinlöffel bergen, der von den Ausgräbern auf ein Alter von rund 6000 Jahren geschätzt wurde. Dieses Artefakt ist heute im Stadtmuseum Pinkafeld ausgestellt.
Bei der 2002 im Lampelfeld durchgeführten Grabung durch die Archäologen des Landesmuseums Burgenland konnten zahlreiche Überreste ehemaliger Rennöfen aus der Latènezeit lokalisiert werden. Mit diesen Öfen wurde von den Kelten im Pinkatal ein Teil des im Römischen Reich sehr begehrten Ferrum Noricum, das norische Eisen, produziert. Den dazu notwendigen Rohstoff, Limonit, bauten die keltischen Erzschürfer auf dem Gebiet des heutigen Ortes Riedlingsdorf mittels Duckelbau-Verfahren an einem in der Nähe liegenden Hügel, dem sogenannten Kalvarienberg, ab. Die für den Schmelzvorgang notwendige Holzkohle gewannen sie aus den Wäldern der Umgebung.
Die Rennöfen-Überreste, genauer gesagt die vom Verbrennungsvorgang übriggebliebene Schlacken, findet man heute im Gemeindegebiet in Form von kleinen Schlackenklumpen auf den Feldern auf der Westseite der Pinka verstreut. Ein rund 80 Kilogramm schwerer Abstichkuchen wurde zufällig, während die Archäologen im Norden von Riedlingsdorf ihre Grabungskampagne durchführten, bei Baggerarbeiten im Süden der Ortschaft gefunden. Die daraufhin vorgenommene Notgrabung förderte nicht nur einen sechslagigen Abstichkuchen, sondern auch Reste eines darüberliegenden Pfostenbaues zutage. Aufgrund der vorgefundenen Graphittonkeramik und Düsenziegelfragmente konnten die Archäologen den Fund auf die späte Eisenzeit datieren.
Auf dem Gemeindegebiet von Riedlingsdorf finden sich, wie auch in den Nachbargemeinden, zahlreiche Gruppen von Hügelgräbern. Die Entfernung zwischen diesen Gräbergruppen lässt auf mehrere römische oder keltische Siedlungen schließen, wobei es bis heute, auch aufgrund der dichten Bewaldung, nicht gelungen ist, derartige Besiedlungsspuren nachzuweisen. Die große Anzahl der Gräber im Gemeindegebiet lässt auch vermuten, dass eine Straße durch das Gebiet des heutigen Riedlingsdorf führte. Historisch bewiesen ist eine Straße von Hartberg nach Szombathely (Savaria) sowie eine Straße von Hartberg nach Aspang-Markt. Bei der vermuteten Straße durch Riedlingsdorf könnte es sich um eine Verbindungsstraße zwischen den oben genannten Verkehrswegen gehandelt haben.
In den Jahren 1901 bis 1910 führte der Ortslehrer Johann Posch zusammen mit anderen interessierten Personen diverse Ausgrabungen an insgesamt acht Grabhügeln aus fünf verschiedenen Gräbergruppen durch, an denen sich in weiterer Folge auch die Archäologen F. Hautmann und A. von Rottauscher beteiligten. So wurde in einer mit Feldsteinen gemauerten Kammer, die einen Durchmesser von 1,5 Meter aufwies, Asche mit Knochenresten gefunden. Weiters fanden die Ausgräber Reste von Waffen, Fibeln und Münzen. Die Münzen stammten aus den ersten vier Jahrhunderten nach Christi Geburt und tragen die Bildnisse der römischen Kaiser Augustus, Tiberius, Nerva, Trajan, Caracalla, Antoninus Pius, Constantius I. und Constantius II.
Johann Posch dokumentierte seine Ausgrabungstätigkeit in Form von Zeichnungen und Berichten. Einzelne Funde und Teile seiner Dokumentation verschickte er an verschiedene Personen und Institutionen. Einige dieser Artefakte gelangten so ins Burgenländische Landesmuseum, andere gelten als verschollen. 1933, zwei Jahre nach Johann Poschs Tod, bearbeitete der Prähistoriker Julius Caspart dessen Nachlass und veröffentlichte einen Bericht über die römerzeitlichen Grabhügeln von Riedlingsdorf.
Für die Zeit der Völkerwanderung und die der Herrschaft der Awaren gibt es für den Raum des oberen Pinkatals keinerlei Bodenfunde wie es im mittleren und nördlichen Burgenland zumindest für die Awarenzeit durchaus der Fall ist.

### Mittelalter

#### Die magyarische Besiedlung des oberen Pinkatales

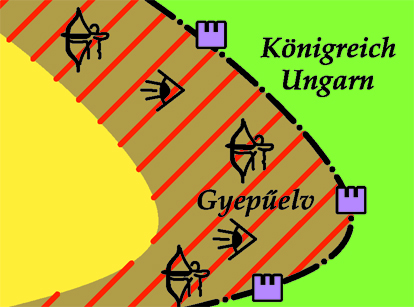
Das Gyepűsystem mit inneren Burgen, Grenzödland (Gyepűelve), Beobachtern und Bogenschützen

Nach ihrer Niederlage 955 in der Schlacht auf dem Lechfeld errichteten die Magyaren auf dem heutigen Gebiet des Burgenlandes das Gyepűsystem, ein tief gestaffeltes Verteidigungssystem aus Verhauen, Baumsperren und Überschwemmungsvorrichtungen entlang der Flüsse Lafnitz und Leitha. Das heutige Riedlingsdorfer Gemeindegebiet lag mitten in diesem Grenzödland. Rund fünf Kilometer südlich der jetzigen Ortschaft kam es zur Ansiedelung von ungarischen Grenzwächtern, die als leichte Reiterei auf ihren Patrouillenritten auch immer wieder das Gebiet der heutigen Ortschaft durchquerten. Diese ungarischen Grenzwächter hatten im Vergleich zu den späteren Bewohnern von Riedlingsdorf, die als Bauern von einem adeligen Grundherren abhängig waren, als sogenannte Kleinadelige eine Sonderstellung. Diese trug mit dazu bei, dass es nach dem Ende des Gyepűsystems zu jahrzehntelangen Grenzstreitigkeiten zwischen den in der Zwischenzeit in Riedlingsdorf angesiedelten deutschen Bauern und ihren ungarischen Nachbarn kam.

#### Vermutete Gründung und erste urkundliche Erwähnung 1331
Wann es konkret zur Gründung von Riedlingsdorf kam, darüber kann nur spekuliert werden. Historiker vermuten, dass die deutsche Besiedelung des heutigen Südburgenlandes mit Kolonisten aus der Steiermark und aus Niederösterreich durch die damaligen Grundherrn, den Herren von Güns, mit Ende des 13. Jahrhunderts abgeschlossen war. Da die Sprachwissenschaft die Mundart, die man später in Riedlingsdorf und in den umliegenden deutsch besiedelten Ortschaften sprach, in den donaubayrischen Raum mit dem Schwerpunkt zwischen Regensburg und Passau verortet, könnten außerdem auch bayrische Kolonisten unter den Siedlern gewesen sein.

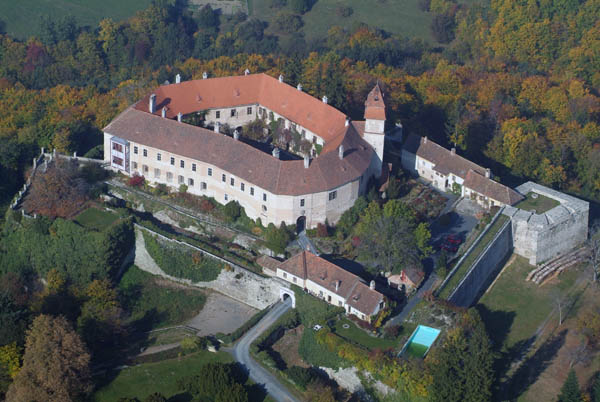
Riedlingsdorf war von 1291 bis 1659 Teil der Herrschaft Bernstein

Die erste Erwähnung Riedlingsdorfs als RADOMFALVA ist vom 21. August 1331 überliefert. Der Notar Paul und der Richter Lukas des Eisenburger Komitates führten eine Begehung der Besitzungen Buchschachen und Allhau durch, zu der im Kapitel der Michaelskirche in Eisenburg am 1. September 1331 eine Urkunde ausgestellt wurde. Das Original existiert heute nicht mehr, eine Abschrift befindet sich aber im Ungarischen Staatsarchiv. Der Rundgang begann an der Grenze Loipersdorf zu Grafenschachen und führte nach Hotter von Pinkafeld. In der Urkunde heißt es: „Von dieser durch einen Kirschbaum bezeichneten Grenzmarke führt die Grenze, wenn man auf einen Hügel steigt, zurück zu einem nach Süden gerichteten Abschnitt, fällt dann herab zu einem großen alten Weg und bildet nach Osten hin die Grenze zum RADOMFALVA. Wenn man auf demselben Weg weitergeht, kommt man im Tal Kövessfö zu zwei Grenzmarken aus Erde, auf denen zwei Eichen stehen, wo nach Osten hin Oberwart und nach Westen hin Buchschachen angrenzen.“

#### Teil der Herrschaft Bernstein
Riedlingsdorf war in den nächsten dreieinhalb Jahrhunderten Teil der Herrschaft Bernstein, die zunächst den Herren von Güns gehörte und dann 1388 zuerst an die Familie Kanizsay verpfändet und 1392 schließlich dieser geschenkt wurde. Nach dem Tod von Johannes von Kanizsay 1418 setzte der König für dessen unmündigen Sohn zwei Verwalter ein, welche die Herrschaft zu ihren Gunsten regelrecht ausplünderten. Drei Pinkafelder Bürger und ein Thomas von Rudingstorff sprachen daraufhin bei König Sigismund vor. Dieser Thomas von Rudingstorff war der erste Bewohner der Ortschaft Riedlingsdorf, dessen Namen in einer Urkunde erwähnt wurde. Die vier Abgesandten beklagten die viel zu hohen Abgaben an den Grundherren, welche die Bauern zwingen würden entweder ihre Dörfer zu verlassen oder zu verhungern. Der Markt Pinkafeld und die Dörfer der Ortschaft würden deswegen veröden. König Sigismund rügte daraufhin die beiden Verwalter und befahl ihnen die Rechte der Untertanen zu wahren. Pinkafeld wurde in den folgenden Jahrzehnten mit besonderen Privilegien ausgestattet und zum wichtigsten Ort im Herrschaftsgebiet. Diese Entwicklung wirkte sich auch positiv für Riedlingsdorf aus, denn die Ortschaft entwickelte sich im Windschatten des nördlichen Nachbarns zum zweitgrößten Dorf der Herrschaft.
Während es zu Beginn des Spätmittelalters im heutigen Burgenland zu zahlreichen Dorfgründungen kam, wurden im 14. und 15. Jahrhundert viele dieser Dörfer oder auch einzelne Gehöftgruppen, sogenannte „Prädien“, wieder aufgegeben. Auch in unmittelbare Nähe zu Riedlingsdorf werden zwei derartige Wüstungen lokalisiert. Die erste dieser Wüstungen liegt in der Nordostecke des Riedlingsdorfer Hotters. Diese Gehöftgruppe wurde in Urkunden unter dem Namen Chiken oder Bralanchchykun oder auch Brachlandchyken erwähnt. Eine zweite Wüstung wird auf halbem Wege zwischen Riedlingsdorf und Oberwart wermutet. Dabei könnte es sich um den abgekommenen Ort Borchnau oder Borthnau handeln. Anfang des 19. Jahrhunderts befand sich in der Nähe ein Waldwirtshaus, das der Räuberbande Stradafüßler und ihrem Anführer, dem Holzknechtseppl, als Rückzugsort diente.
Kaiser Friedrich III. beanspruchte 1459 auch die ungarische Königskrone und geriet dabei in Konflikt mit dem gewählten König Matthias Corvinus. Am 14. April 1459 überfielen Einheiten von Matthias Corvinus die Truppen von Friedrich III. auf dem Lampelfeld zwischen Riedlingsdorf und Pinkafeld. Im 17. oder 18. Jahrhundert wurde das Schlachtfeld auf der Pinkafelder Seite mit einem Bildstock, dem sogenannten „Schlachtenkreuz“, gekennzeichnet. Der Konflikt wurde am 19. Juli 1463 durch den Frieden von Ödenburg beigelegt, wodurch mit der Herrschaft Bernstein auch Riedlingsdorf in den Besitz von Friedrich übergingen.

#### Das Adelsgeschlecht der Königsberger

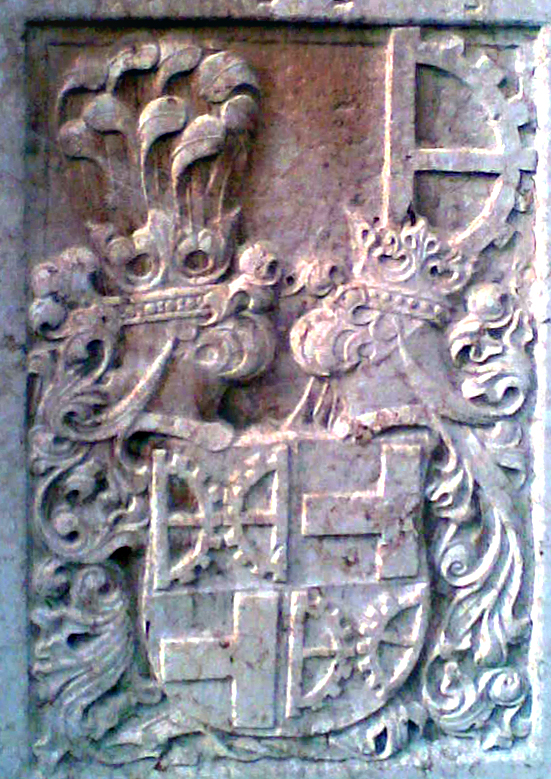
Wappen der Familie Königsberg an der Pfarrkirche Seebenstein

In den nächsten Jahren betraute Kaiser Friedrich III. verschiedene Persönlichkeiten mit der Führung der Herrschaft Bernstein, ehe sie um 1486 Hans von Königsberg übertragen wurde. Fünf Generationen dieses Adelsgeschlechtes bestimmten nun bis 1664 die Geschicke der Herrschaft. Mit Ehrenreich II. und seinem Sohn Christoph II. waren darunter auch Männer, die bei den jeweiligen Herrschern als Präsidenten des Hofkriegsrates großen Einfluss hatten. Die Königsberger bekannten sich zum Flazianismus, einer strengen Form des Protestantismus, und brachten so den evangelischen Glauben in die Gemeinden der Herrschaft Bernstein. Christoph II. von Königsberg berief 1576 als ersten evangelischen Pfarrer Jeremias Dissinger aus Weimar nach Pinkafeld, dessen Predigten auch von vielen Riedlingsdorfern verfolgt wurden.

### Frühneuzeitliche Entwicklung
Nach Abbruch der ersten Wiener Türkenbelagerung erschienen am 18. Oktober in der Gegend von Riedlingsdorf türkische Streifscharen, die sogenannten Akıncı, um sich ihren Sold durch Plünderungen und Sklavenhandel zu verdienen.
Eine Katastrophe traf die Region im Jahr 1532, als das osmanische Heer unter Sultan Süleyman I. wieder gegen Wien marschierte. Dabei kam es zur Belagerung von Güns, die dann aufgrund der fortgeschrittenen Jahreszeit den weiteren Vormarsch auf Wien verhinderte. Der anschließende Rückzug führte das osmanische Heer auch in die Gegend des heutigen Bezirkes Oberwart, wobei viele Ortschaften dem Erdboden gleichgemacht wurden. Inwieweit Riedlingsdorf ebenfalls zerstört wurde, geht aus den Quellen nicht hervor. Es dauerte einige Jahrzehnte bis sich das Land von diesen schweren Verwüstungen wieder erholt hatte.

#### Das Urbar von 1569
Das älteste Urbar der Herrschaft Bernstein, der Riedlingsdorf unterstand, stammt aus dem Jahre 1569. Danach bestand die als Riegerstorff, Riedingstorff und Ridlingstorff bezeichnet Ortschaft aus 95 Häusern und war nach Pinkafeld die zweitgrößte Siedlung der Herrschaft. Es gab zwei ganze Höfe (ganze Lehen), die einem Zenz Neidt und einem Wästl Khnapper gehörten, die über acht Tagewerke Äcker und fünf Tagewerke Wiesen verfügten. 74 halbe Höfe und drei Viertelhöfe verfügten über entsprechend kleinere Flächen. Neben elf Söllnern gab es in der Ortschaft vier Mühlen.
Nach dem Urbar wurde zu dieser Zeit in der Ortschaft Wein angebaut. Die größten Weingärten befanden sich im heutigen Ortsried Ödenberg (Endperg). Kleinere Weingärten gab es in den Ortsrieden Laimbach (Laimpach), Büllhöhe (Pühl) und Steinriegel (Fuxberg). Der Weinzehent betrug 4 1/2 Hartberger Eimer, Bei angenommenen 522 Litern betrug die produzierte Menge der Riedlingsdorfer Weingärten zu dieser Zeit rund 5000 Liter.
Die Getreidezehente für Weizen betrugen ein Muth und zehn Metzen, für Korn 1 ½ Muth und für Habern (Hafer) 2 Muth. Die Erntemengen entsprächen rund 25 m³ Weizen, 28 m³ Korn und 37 m³ Hafer. Auch die Robot wurde beschrieben. Da es sowohl hinsichtlich der Anzahl der zu leistenden Tage als auch hinsichtlich der Art des Frondienstes keinerlei Beschränkung gab, war die Ortsbevölkerung in dieser Hinsicht vom Wohlwollen der Familie Königsberg abhängig.
Im Urbar waren außerdem die Namen der Bauern angeführt, welche insgesamt 39 ¾ Lehen bewirtschafteten. Von diesen Familiennamen gibt es heute noch die Familiennamen Neidt, heute Neid, Lang, Piff, Steger und Schaden. Die Familiennamen Prodl, Schibinger, Schneider, Wagner, Weber und Wurzer des Urbars haben sich in heute noch verwendeten Vulgonamen erhalten.

#### Der Bocskai-Aufstand 1605

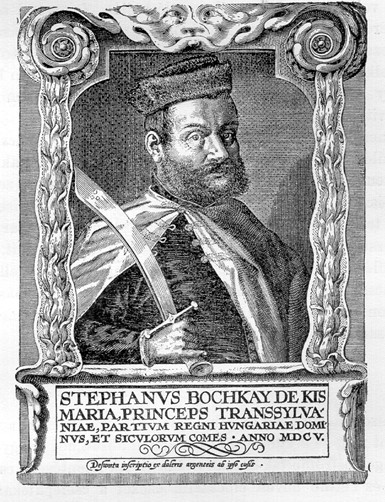
Im Zuge des Bocskai-Aufstandes 1605 wurde das Dorf abermals schwer getroffen.

Seit 1593 tobte im ungarischen Teil der Habsburgermonarchie und auf dem Gebiet des heutigen Kroatiens der Lange Türkenkrieg. Zusätzlich zu dieser Belastung für die ungarische Bevölkerung betrieb Kaiser Rudolf II. vehement die Gegenreformation und als er in Gerichtsprozessen mit falschen Anschuldigungen auch noch gegen ungarische Großbesitzer vorging, erhob sich schließlich einer von ihnen, Stephan Bocskai, gegen den Kaiser. Im Oktober 1604 wechselten die zunächst kaisertreuen Heiducken die Seiten und als das osmanische Reich türkische und tatarische Hilfstruppen schickte, um die Habsburgermonarchie zu schwächen, eroberten die Aufständischen in wenigen Wochen die meisten der ungarischen Gebiete.
Im österreichisch-ungarischen Grenzland blieben die Adelsfamilien Königsberg und Batthyány kaisertreu. Ludwig von Königsberg warb selbst rund 400 Söldner an, mit denen er sich zusammen mit 1000 kaiserlichen Reitern bei Steinamanger den Rebellen stellte und dabei vernichtend geschlagen wurde. Die Ende Mai und im Oktober unternahmen die Bocskai-Truppen verheerende Raubzüge ins heutige Südburgenland und in die Oststeiermark. Auch wurde im Oktober von 5000 Mann erfolglos die Burg Bernstein belagert. Während die Burgen den Ansturm standhielten, wurden die Dörfer meist dem Erdboden gleichgemacht. Menschen, die den Rebellen in die Hände fielen, wurden entweder erschlagen oder in die Sklaverei abgeführt. Der burgenländische Historiker Harald Prickler schätzt die Menschenverluste in der Grenzregion auf bis zu 20 Prozent, rund die Hälfte der Siedlungen wurde zerstört, damit waren die Folgen gravierender als die der großen Türkenkriege.
Die ungarischen Bewohner der im Süden an Riedlingsdorf angrenzenden Wart schlugen sich bei dieser Rebellion auf die Seite Bocskais und drangen plündernd in die Herrschaft Königsberg ein. Es kann daher nicht ausgeschlossen werden, dass Riedlingsdorf von seinen südlichem Nachbarn angegriffen und ausgeraubt wurde. Wie Harald Prickler in den 1960er-Jahren an den damaligen Riedlingsdorf Volksschuldirektor Johann Huber schrieb, gab es zwischen Riedlingsdorf und den Wartern jahrzehntelang Grenzstreitigkeiten wegen der Nutzung eines Grenzwaldes. Prickler verglich in diesem Brief auch die beiden Riedlingsdorfer Urbare von 1569 und 1648 miteinander und schlussfolgerte aus der Tatsache, dass der jüngere Urbar nur mehr 14 Familiennamen enthielt, die auch 1569 angeführt waren, dass viele Ortsbewohner beim Bocskai-Aufstand entweder ums Leben gekommen oder für immer weggezogen waren.
Den Zustand der Dörfer seiner Herrschaft beschrieb Ludwig von Königsberg 1606 in einem Bericht an den Kaiser: „… die dörffer aber sambt maierhöffen sindt alle verprennt, die undterthannen gefenckhlichen hinweckhgefiert und niedergehauet worden und ist also zur ödnuss worden, dass ich derselben in zehn jahren nit wie vorhin geniessen wier khünnen und da der khrieg continuieren soll mich khains genuess zu getrösten habe, denn khainer von den übriggebliebenen undterthanen zur stofftun zue bewegen sein würdt …“

#### Die Herrschaft der Familie Batthyány

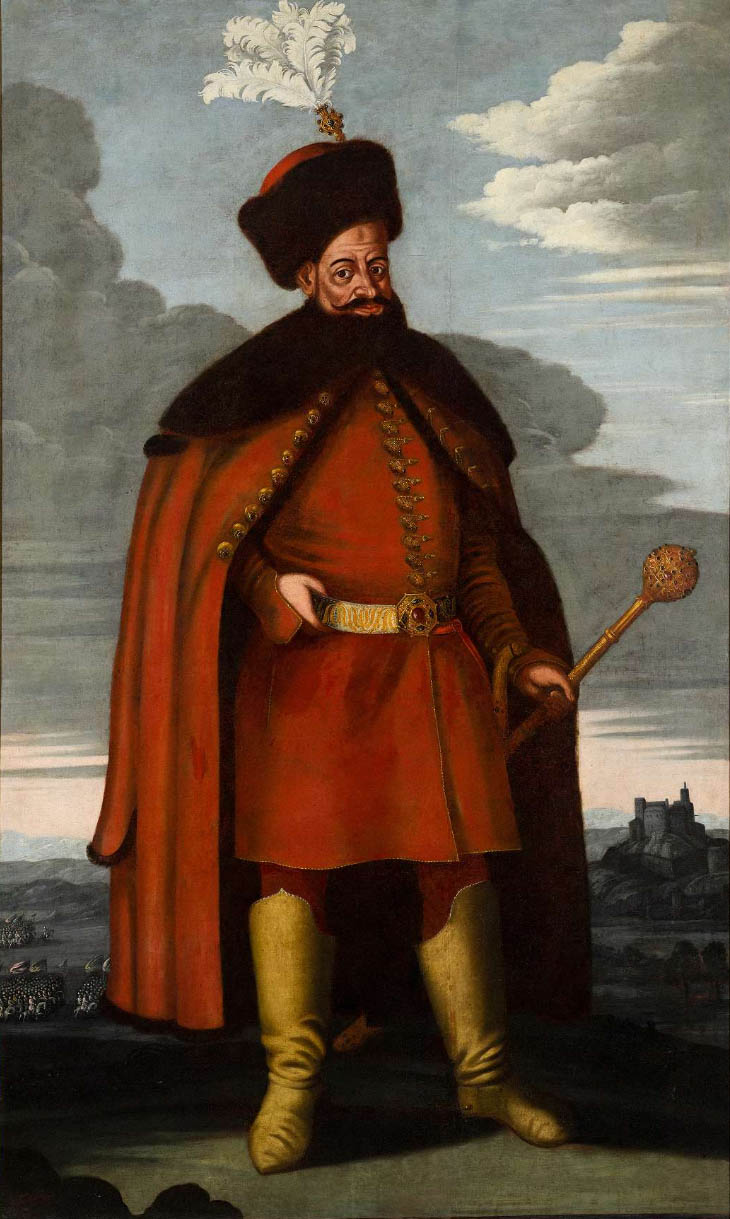
Ádám Batthyány kaufte 1644 die Herrschaft Bernstein

Die Familie Königsberg hatte sich im Laufe der Zeit schwer verschuldet, sodass sich Ehrenreich Christoph von Königsberg gezwungen sah, die Herrschaft Bernstein und weitere Besitztümer 1644 an seinen Nachbarn Ádám Batthyány zu verkaufen. Damit endeten auch die Grenzstreitigkeiten zwischen beiden Familien, unter denen auch die Ortschaft Riedlingsdorf jahrzehntelang zu leiden hatte, weil man sich mit den ungarischen Bewohnern der Wart nicht über den genauen Grenzverlauf und die Nutzung eines Grenzwaldes einigen konnte. Im Jahr 1647 erfolgte die Inkorporation der Herrschaft Bernstein in den ungarischen Teil der Habsburgmonarchie. Das Dorf blieb bis zur Bauernbefreiung im Gefolge der Ungarische Revolution 1848/1849 im Besitz der Familie Batthyány.
Mit dem Verkauf der Herrschaft an Adam Batthyány wurde Riedlingsdorf ab 1646 nicht nur wieder ein Teil von Ungarn, die Ortschaften der Herrschaft Bernstein bekamen, da Adam Batthyány 1630 zum Katholizismus übergetreten war, auch den rauen Wind der Gegenreformation zu spüren. Es gab nun in der Herrschaft Bernstein keine evangelische Pfarrer mehr, trotzdem blieben in vielen Ortschaften, so auch in Riedlingsdorf, die meisten Bauern bei ihrem lutherischen Glauben.
Verhängsnisvoll wirkte sich in den nächsten Jahrzehnten auch aus, dass Adam Batthyány die Abgaben und die zu erbringenden Robotleitungen erhöhte, um den teuren Krieg gegen die Türken zu finanzieren. So stand eine Privatarmee von 2000 bis 2500 Mann im Sold von Batthyány, die es zu verpflegen galt. Unter seinen Nachkommen kam es zur mehrfachen Teilung des Herrschaftsbezirkes, die zu weiteren Erhöhung der Steuerlast führten, weil nun in kleineren Einheiten jener Gewinn erwirtschaftet werden musste, um den Lebensstil der verzweigten Familie Batthyány zu finanzieren. Da durch den Bevölkerungswachstum auch die Lehen im Laufe der Zeit immer kleiner wurden, lag in dieser Entwicklung viel sozialer Sprengstoff, der sich dann mehr als 100 Jahre später im südburgenländischen Bauernaufstand entlud und der in Riedlingsdorf beinahe zu einem Lynchmord geführt hätte.

#### Das Urbar von 1645
Adam Batthyány ließ 1648 einen Urbar aufstellen, der auf einer Bestandsaufnahme seines Verwalters Heinrich Heusinger aus dem Jahre 1645 beruhte. Die Ortschaft Riedlingsdorf war gegenüber dem Urbar von 1569 geringfügig von 95 auf 105 Häuser gewachsen und nach wie vor die zweitgrößte Siedlung der Herrschaft Bernstein. Die Anzahl der Lehen war um die Größe von vier ganzen Höfen zurückgegangen, die Zahl der Söllner hatte sich hingegen verdreifacht. Nach Meinung des Historikers Harald Prickler war dies eine Folge der Verheerungen, die durch den Bocskai-Aufstand vierzig Jahre zuvor entstanden waren. Ein weiteres Indiz für die Menschenverluste bzw. einer zwangsweisen Abwanderung großer Teile der ursprünglichen Bevölkerung war für Prickler die Tatsache, dass lediglich 14 Familiennamen des Jahres 1569 auch im Urbar von 1648 zu finden waren, während 45 andere Familiennamen fehlten. Dieser zweite Urbar enthielt aber auch viele neue Namen, von denen folgende heute noch in der Ortschaft zu finden sind: Pruggner (moderne Schreibweise Bruckner), Fleckh (Fleck), Keippel (moderne Schreibweise ebenfalls Keippel oder auch Kaipel) und Zäpfl (Zapfel). Zusammen mit den Namen Lang, Piff, Steger und Schaden des ersten Urbars sind das jene Familiennamen mit denen Riedlingsdorf gemeinhin in Verbindung gebracht wird.
Die Größe der Lehen waren mit denen aus dem Jahr 1569 vergleichbar, für halbe Höfe hatte sich der Ackerbestand von viereinhalb auf vier Tagewerke verringert. Trotzdem stieg die abzuliefernde Menge für Weizen und Hafer von je rund 60 Metzen auf 77 Metzen. Gleich blieben die Geldabgaben, die man zu Georgi (Georgi-Dienst) und Michaeli (Michaeli-Dienst) abzuliefern hatte, dafür gab es aber neue Abgaben in Form einer Pfingststeuer und einer Martinisteuer, die ein Vielfaches der beiden historischen Geldabgaben ausmachten. So stieg die Abgabenleistung des gesamten Dorfes von rund 44 Gulden (im Jahr 1569) auf 371 Gulden (1648), wobei selbst der Historiker Harald Prickler, wie er in einem Brief an den Riedlingsdorfer Volksschuldirektor Johann Huber anmerkte, sich aufgrund der Wertschwankungen des Gulden schwertat, eine korrekte Vergleichsrechnung anzustellen.
Der Urbar bewies auch, dass nach wie vor Wein in der Ortschaft angebaut wurde. Zu den bereits 1569 mit Wein bewirtschafteten Ortsrieden Ödenberg, Laimbach, Büllhöhe und Steinriegel, kam nun der im Nordwesten des Dorfes gelegene Ried Neuberg hinzu. Aufgrund der Riedangaben war auch ersichtlich, dass die Büllhöhe im Vergleich zum Ödenberg für den Weinbau an Bedeutung gewonnen hatte. Auch beim Wein kam es zu einer massiven Erhöhung der Abgaben. Während im ersten Urbar die abzulieferende Menge entsprechend den Vorgaben durch das Bergrecht rund 3,5 Hartberger Eimer (rund 400 Liter) ausmachte, stieg diese Menge im Jahr 1648 auf über 9 Eimer oder rund 1.100 Liter. Dazu kam noch die Abgabemenge aus dem Weinzehent, die in Pricklers Abschrift des Urbars nicht enthalten ist. Diese abgegebenen Weinmengen wurden in der Schlosskellerei in Pinkafeld gesammelt. Die Ortschaften waren außerdem verpflichtet, einen Teil dieses Weines, den sogenannten Bannwein, wieder zurückzunehmen, um ihn in weiterer Folge in den herrschaftlichen Wirtshäusern in den Dörfern zu überhöhten Preisen an die Untertanen der Batthyánys zu verkaufen, die hierbei neuerlich gut verdienten.
Noch unter der Herrschaft der Königsberger hatten sich 1615 die Unterschützener Bauern sowohl über die Menge des verpflichtend abzunehmenden Bannweines als auch über dessen Qualität („er sey sauer wie der wöll, daß nit einmal Essig daraus werden mag“) beschwert. Damit war sicherlich auch die Qualität des Weines aus Riedlingsdorf beschrieben. Aufgrund klimatischer Veränderungen verschwand der Weinbau in der zweiten Hälfte des 17. Jahrhunderts vollkommen nicht nur aus Riedlingsdorf, sondern auch aus der Herrschaft Bernstein.

#### Teil der Herrschaft Pinkafeld
Nach dem Tod von Ádám Batthyány 1659 kam es in weiterer Folge zur Teilung der Herrschaft Bernstein. Riedlingsdorf gehörte nun bis 1846 zur neugebildeten Herrschaft Pinkafeld. Pinkafeld wurde als Herrschaftssitz durch den Bau des Schlosses Batthyány aufgewertet. In ihrer fast zweihundertjährigen Geschichte änderte sich die Zusammensetzung der Herrschaft mehrmals, Riedlingsdorf blieb dabei stets als ihre zweitgrößte Siedlung an der Seite seines nördlichen Nachbarns. Während Ádáms Sohn Paul die neue Herrschaft Pinkafeld übernahm, bekam sein Bruder Christoph die nun verkleinerte Herrschaft Bernstein. Nach Pauls Tod 1674 führte sein Christoph als Vormund für seine Neffen Franz und Sigismund die Geschäfte der Herrschaft. 1698 teilten dann die nun erwachsenen Brüder die Herrschaft Pinkafeld neuerlich, Sigismund erhielt dabei den größeren Teil, zu dem auch Riedlingsdorf gehörte. Nach dem Tod von Franz Batthyány erfolgte wieder die Vereinigung dieser beiden Teile.

#### Türkenjahre 1664 und 1683
Ein neuerlicher großer Türkeneinfall wurde durch den Sieg der kaiserlichen Truppen in der Schlacht bei Mogersdorf am 1. August 1664 zwar verhindert, aber eine rund 1000 Mann starke türkische Streifschar gelangte, nachdem sie das rund sieben Kilometer nördlich von Riedlingsdorf gelegene Sinnersdorf zerstört hatte, nach Pinkafeld. Dort kam es zu einem blutigen Kampf mit den Einwohnern, welche den Angriff zurückschlagen und zahlreiche türkische Soldaten töten konnten. In der Nähe des Kalvarienberges im Westen des Lampelfeldes soll sich auch ein Weiler befunden haben, der durch diese Kriegshandlungen zerstört wurde. Sowohl Ádám Batthyány als auch seine Söhne Christoph und Paul machten sich im Laufe des 17. Jahrhunderts einen Namen im Kampf gegen die Osmanen. Als sich aber im Jahr 1683 Großwesir Kara Mustafa Pascha mit einem über 100.000 Mann starkem Heer aufmachte, um Wien ein zweites Mal zu belagern, huldigte Christoph Batthyány dem Großwesir damit seine Ländereien verschont werden. Er ging aber noch einen Schritt weiter und fiel mit seinen eigenen Truppen sogar in die Steiermark ein, um dort zu plündern. Die Rache der Steirer folgte auf den Fuß, denn am 20. August und am 9. September 1683 verwüsteten steirische Truppen Pinkafeld und die umliegenden Dörfer in Batthyánys Herrschaft. Von diesen Racheaktionen der Steirer war vermutlich auch Riedlingsdorf betroffen. Nach der Niederlage der Osmanen bei der Schlacht am Kahlenberg im September 1683 wechselte Batthyány sofort wieder die Seiten.

#### Die Kuruzenunruhen 1704–1709

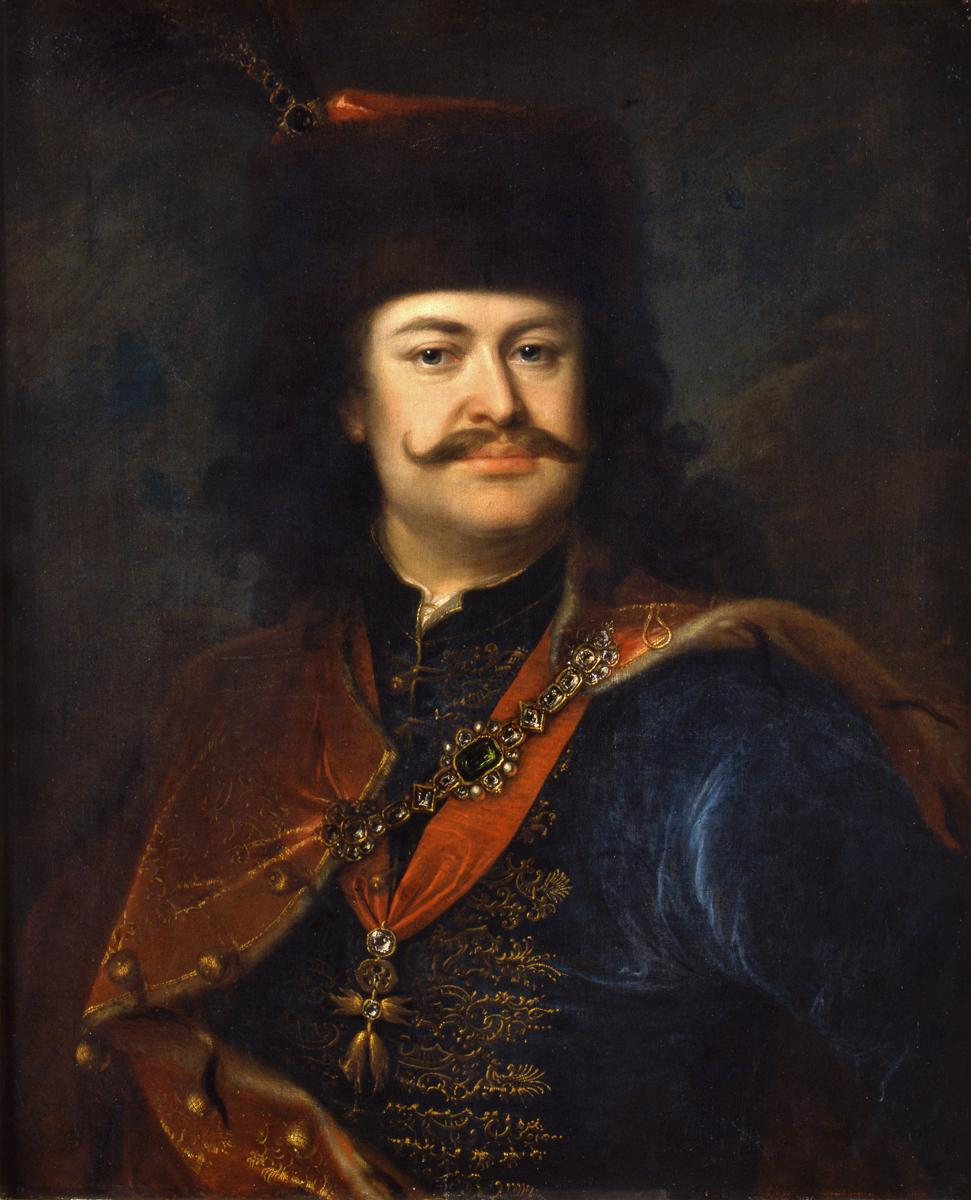
Franz II. Rákóczi

Die Grenzregion kam auch nach Ende des Großen Türkenkrieges nicht zur Ruhe. Der Grund dafür war der Aufstand von Franz II. Rákóczi, der in der Zeit von 1704 bis 1709 in Westungarn und in der angrenzenden Steiermark zu schwersten Verwüstungen führte. Während die Kuruzen unter Franz II. Rákóczi in der Südsteiermark verschiedene Einfälle unternahmen, diente sich Nikolai De Chaus, Herrschaftsinhaber von Aschau, dem Wiener Hofkriegsrat als Nothelfer an. Er bekam daraufhin die Erlaubnis bei Friedberg Freiwillige zusammenzuziehen, mit denen er am 13. oder 14. Juli 1704 einen Vorstoß nach Pinkafeld unternahm. Ob dabei bereits auch Riedlingsdorf in Mitleidenschaft gezogen wurde, ist nicht bekannt.
Dieses Vorgehen provozierte wiederum Racheaktionen der Kuruzen auf steirischem Gebiet, indem diese im Juli und Anfang August 1704 zahlreiche Ortschaften in der Nordoststeiermark plünderten und niederbrannten, Daraufhin fielen am 27. August 3000 Steirer über Markt Allhau kommend nach Westungarn ein. Dabei wurde auch die Ortschaft Riedlingsdorf bis auf fünf Häuser abgebrannt. Die sich rächenden Steirer gingen dabei nicht zimperlich mit der Bevölkerung um. Neben dem Abbrennen der Häuser und dem Stehlen des Viehs wurden Menschen, derer sie habhaft wurden, die Hände abgehackt und die Zungen rausgerissen. Die Steirer rächten sich für ähnliche Gräueltaten, welche die Kuruzen an der steirischen Bevölkerung begangen hatten. Obwohl sich die Familie Batthyány im Kuruzenaufstand auf der Seite von Kaiser Leopold I. stellte, machten die Steier bei ihren Rachefeldzügen keinen großen Unterschied zwischen den Untertanen der Batthyánys und den Ungarisch sprechenden Bewohnern der Wart, welche sich nicht nur den Kuruzen angeschlossen hatten, sondern sogar selbständig Raubzüge ins steirische Grenzland unternahmen.
Der Heimatforscher Peter Jandrisevits veröffentlichte zwei Urkunden, die indirekt das Niederbrennen von Riedlingsdorf bestätigen. So bezeugte das Stift Vorau für einen gewissen Martin Kurtz, dass dieser nicht Riedlingsdorf hätte anzünden können, weil er sich zur gleichen Zeit in Vorau aufgehalten hatte. Eine zweite Urkunde mit ähnlichen Inhalt fand Jandrisevits für zwei Bürger aus Friedberg, denen bezeugt wurde, dass sie ebenfalls nicht an der Brandschatzung von Riedlingsdorf teilgenommen hatten.
Im Februar 1705 unternahm der kaiserliche Truppenführer Hannibal Heister mit rund 3000 Mann eine Strafexpedition in den heutigen Bezirk Oberwart. Dabei gelangten Briefe in seine Hände, welche die Verstrickungen der Bewohner der Wart in die Kuruzenüberfälle bewiesen. Heister griff daraufhin über Kemeten kommend, die Oberwarter Verteidigungsstellungen an, hinter der sich rund 1300 Warter verschanzt hatten. Während die kaiserlichen Truppen nur einige Verwundete zu beklagen hatten, gab es auf Seite der Warter auch Tote. Hannibal Heister gab daraufhin die beiden Dörfer Oberwart und Unterwart für seine Soldaten zur Plünderung frei. Die restlichen Siedlungen in der Umgebung blieben von solchen Maßnahmen verschont, wobei sie, nach Aufforderung von Heister, die Treue auf den Kaiser schwören mussten. Inwieweit Riedlingsdorf zu dieser Zeit schon wieder aufgebaut gebaut worden war, und von dieser Maßnahme Heisters betroffen war, geht aus historischen Dokumenten nicht hervor.
Im Jänner 1707 kam es zu einem neuerlichen Einfall von einigen Tausend Kuruzen in die östliche Steiermark. Nachdem diese viele steirische Dörfer geplündert und zum Teil abgebrannt hatten, zogen sie sich in die Gegend von Pinkafeld, Riedlingsdorf und Markt Allhau zurück. Besonders auffällig bei diesem Vorstoß war, dass sich die Kuruzen sehr grausam gegenüber der Bevölkerung verhielten und zahlreiche Menschen ermordeten. Sie rächten damit das brutale Vorgehen des kaiserlichen Heerführers Jean-Louis de Bussy-Rabutin in Innerungarn. Die Gegend rund um Riedlingsdorf und Pinkafeld war Mitte November 1707 Ausgangspunkt für einen weiteren Einfall der Kuruzen in die Steiermark, bei dem Ehrenschachen vollkommen zerstört und viele Menschen umgebracht wurden. Die Kuruzenaufstand endete schließlich im Jahre 1711 durch den Frieden von Sathmar, nachdem habsburgische Heere den Kuruzen in Innerungarn ab 1708 immer wieder schwere Niederlagen zugefügt hatten. Nach einem Urbar aus dem Jahre 1710 war die Ortschaft nach der Zerstörung im Jahre 1704 wieder aufgebaut worden. Allerdings ging die Zahl der Häuser auf 102 zurück, auch gab 13 öde Lehen sowie elf öde Söllner.
Die verschiedenen Urbare während der Angehörigkeit Riedlingsdorfs zu den Herrschaften von Bernstein und Pinkafeld zeigen die Entwicklung der Ortschaft. Zwischen 1569 und 1783 nahm die Zahl der Häuser um rund 75 Prozent zu, während sich die Größe der Lehen entsprechend verkleinerte. Öde Lehen wurden vor allem im Urbar von 1710 ausgewiesen, was als Folge der Kuruzzenaufstände gedeutet wird.
| Jahr     | 1569   | 1645   | 1660   | 1710   | 1751 | 1765 | 1783   |
| Lehen    | 39 3/4 | 35 3/4 | 37 1/4 | 36 1/4 | 36   | 36   | 45 1/4 |
| Betriebe | 5      | 5      | 4      | 5      | 5    | 8    | 8      |
| Häuser   | 95     | 105    | 113    | 102    | 115  | 128  | 168    |

### Das 19. Jahrhundert

#### Heimsuchung durch eine Räuberbande 1822 bis 1827
In den Jahren 1822 bis 1827 wurde das Grenzgebiet der Steiermark, des heutigen Burgenlandes sowie Niederösterreichs durch eine Räuberbande terrorisiert, die sich die Stradafüßler nannten. Ihr Anführer war der berühmt-berüchtigte Holzknechtseppl, der mit seinen Kumpanen immer wieder durch Riedlingsdorf streifte, um zu den Waldwirtshäusern in der Sixtina und in der Wartenau bei Unterschützen (Gemeinde Oberschützen) zu gelangen, die den Räubern als Rückzugsorte dienten.
Während sich um Räuber dieser Zeit meist verklärende und idealisierende Geschichten und Legenden entwickelten, war dies im Fall des Holzknechtseppls und seiner Bande anders. Zwar gab es auch hier eine reichhaltige Legendenbildung, doch waren diese Geschichten durchwegs negativ besetzt, fehlten doch den Tätern jegliche soziale oder politische Motive. Ihre kriminelle Energie, 14 Diebstähle, 22 Raube, drei Vergewaltigungen, zwei Brandlegungen und zehn Morde gestanden sie bereits im ersten Verhör nach ihrer Festnahme, richtete sich durchwegs gegen das gemeine Volk. Eine dieser Geschichten soll sich auch in Riedlingsdorf zugetragen haben, wo der Holzknechtseppl einmal bei der Familie Lang übernachtete und die achtjährige Tochter der Langs nur deshalb nicht tötete, weil sie in der Nacht besonders schlimm gewesen war, wie er den Hausleuten am nächsten Morgen gestand.
Laut einer weiteren im Volksmund sich hartnäckig haltenden Überlieferung wurde die Räuberbande von Riedlingsdorfer Mähern am 12. März 1827 dabei beobachtet, wie sie das Waldwirtshaus in der Wartenau bei Unterschützen aufsuchte. Die von den Riedlingsdorfern alarmierten Soldaten konnten daraufhin den Holzknechtseppl, zwei seiner Unterführer und zehn weitere Bandenmitglieder festnehmen. Allerdings ist diese Episode historisch umstritten, weil nachdem sogar Kaier Franz II. mit dieser Angelegenheit bemüht worden war, eine bereits 1826 in Pinkafeld eingesetzte Untersuchungskommission versuchte, die Umtriebe der dreisten Räuberbande zu beenden.
Der Schrecken endete erst als die Unterführer der Bande, Johann Niesner alias Fleischhacker Hans, Joseph Freyberger alias Gekrauster Sepp sowie Joseph Koller alias Geheimrat, am 7. Juli 1827 auf dem Gerichtsberg in Pinkafeld gehängt wurden. Diesem Ereignis wohnten 8000 Schaulustige bei, dies entsprach dem Doppelten der damaligen von Pinkafeld und Riedlingsdorf zusammengenommenen Einwohnerzahl. Den Holzknechtseppl, der mit bürgerlichem Namen Lukas Schmidhofer hieß, ereilte dieses Schicksal am 20. November 1828 ebenfalls auf dem Pinkafelder Gerichtsberg. Wie schon bei der ersten Hinrichtung hielt auch bei dieser der Pinkafelder Pfarrer Joseph Michael Weinhofer eine Standrede, in welcher er dem rund 20.000 Köpfe zählenden anwesenden Kirchenvolk, unter denen sich auch viele Riedlingsdorfer befanden, ins Gewissen redete.

#### Die Revolutionsjahre 1848/49
1848 wurde der Vielvölkerstaat der Habsburgermonarchie von Revolutionen in seinen Grundfesten erschüttert. Im März 1848 tagte der Ungarische Reichstag in Pressburg und verabschiedete die sogenannten Märzgesetze für die Länder der ungarischen Krone, die am 11. April in Kraft traten. Die sich daraus entwickelnde Ungarische Revolution mündete schließlich im Ungarischen Unabhängigkeitskrieg, der von den kaiserlichen Truppen mithilfe russischer und kroatischer Armeeeinheiten für den jungen Kaiser Franz Joseph I. gewonnen werden konnte.
Riedlingsdorf war sowohl bei diesen Großereignissen als auch bei kleineren militärischen Aktionen auf lokaler Ebene nur Zaungast. Die ungarische Unabhängigkeitsbewegung fand vor allem in den mehrheitlich ungarischsprachigen Dörfern der südlich an die Ortschaft angrenzenden „Wart“ viele Anhänger. Die ungarische Sprache war aber kein Alleinstellungsmerkmal um für einen unabhängigen ungarischen Staat zu votieren, denn auch viele Pinkafelder und vor allem der evangelische Pfarrer von Oberschützen, Gottlieb August Wimmer, traten für eine Loslösung von der Habsburgermonarchie ein. Letzterer hielt sogar engen Kontakt mit den führenden Persönlichkeiten der Revolutionsbewegung wie Lajos Kossuth und dem ersten ungarischen Ministerpräsidenten Lajos Batthyány, der als Obergespan des Komitates Eisenburg ihm persönlich bekannt war.
Gottlieb August Wimmer spielte auch eine wichtige Rolle in einer Episode, die mit dem Rückzug einer kroatischen Armeeeinheit zu tun hatte und die für Riedlingsdorf und das obere Pinkatal gravierende Folgen mit sich hätte ziehen können. Die militärischen Auseinandersetzungen mit der neu aufgestellten ungarischen Armee konnten von Kaiser Franz Joseph I. unter anderem deswegen gewonnen werden, weil ihm ein rund 50.000 Mann starkes kroatisches Heer unter dem Ban Joseph Jelačić von Bužim zur Hilfe geeilt war. Eine von Generalmajor Cosman Todorović befehligte kroatische Teilstreitkraft von rund 15.000 Mann, die sich aus unzuverlässigen Freiwilligen zusammensetzte, wurde im November 1848 von Joseph Jelačić aus dessen Armee entlassen und wieder zurück nach Kroatien geschickt. Ursprünglich sollte diese Einheit über Güns und Steinamanger nach Süden marschieren, da sie aber unterwegs zu plündern begann, stellten sich ihr bald Freiwillige, Revolutionäre oder ehemalige Soldaten entgegen, die sie in Kämpfe verwickelten und sie nach Westen abdrängten. Bei Kirchschlag in der Buckligen Welt überquerte die kroatische Einheit die österreichisch-ungarische Grenze, um sich dann weiter in Richtung Steiermark zu bewegen. Um ein neuerliches Abdrehen der Kroaten auf ungarisches Gebiet zu verhindern, rief Gottlieb August Wimmer spontan ein Volksaufgebot von mehreren Tausend Mann zusammen, das bei dem rund sieben Kilometer nördlich von Riedlingsdorf gelegenen Sinnersdorf und auf den Höhen nördlich von Pinkafeld Aufstellung nahm. Diese aus dem Nichts geschaffene Streitmacht bestand aus Bürgern, Handwerkern und Bauern, die mit zu Stichwaffen umgeschmiedeten Sensen, Dreschflegeln und Gewehren aus allen Dörfern der Umgebung dem Aufruf von Wimmer folgend nach Sinnersdorf zogen, darunter auch viele Riedlingsdorfer Bauern. Die Episode endete glimpflich für das obere Pinkatal, denn die kroatische Streitmacht zog, ohne sich einem Kampf zu stellen, über Friedberg nach Süden weiter. Der einzige Tote war ein Kroate, der von Pinkafelder Bürgern bei Hochart erschlagen wurde.
Ende Dezember 1848 besetzten kaisertreue Truppen unter Graf Althan das Komitat Eisenburg, zu dem auch Riedlingsdorf gehörte, und stellten es unter Militärverwaltung. Mitte 1849 desertierten ungarische Husaren der Garnison Linz um sich nach Ungarn durchzuschlagen. Mehrere Hundert von ihnen gelangten über Pinkafeld und Riedlingsdorf nach Oberwart, wo sie von der dortigen ungarischen Bevölkerung unterstützt wurden. Am 13. Juli 1849 nahm Graf Althan frühmorgens mit kaiserlichen Kürassieren und einigen Artilleriegeschützen den gleichen Weg, um die Ortschaft Oberwart für diese Unterstützung zu bestrafen. Durch Intervention des Grafen von Rotenturm, Stephan Erdődy, konnte der Artilleriebeschuss abgewendet und in eine Strafe in Form einer Brandsteuer in der Höhe von 20.000 Gulden umgewandelt werden.
In verschiedenen Darstellungen wurden diese beiden Ereignisse oft miteinander vermischt und aufgebauscht. So wurde unter anderem behauptet, dass es südlich von Riedlingsdorf beim sogenannten Jesusberg zu einem Gefecht zwischen Althans Kürassieren und versprengten Kroaten des Generalmajor Cosman Todorović auf der einen Seite und Oberwarter Bürgern und den ihnen zu Hilfe eilenden desertierten Husaren auf der anderen Seite gekommen wäre.

#### Die zweite Hälfte des 19. Jahrhunderts
Als Reaktion auf die Revolutionsbewegung erließ Kaiser Franz Joseph I. am 31. Dezember 1851 das Silvesterpatent, mit dem wesentliche Errungenschaften der Revolution wieder rückgängig gemacht wurden. Er läutete damit die zehnjährige Ära des Neoabsolutismus ein, in welcher der vom Kaiser beauftragte Alexander von Bach die Habsburgermonarchie in einen zentralistisch, konservativen Staat verwandeln sollte. Nicht aufgehoben wurden Maßnahmen zur Modernisierung des Verwaltungswesens der Gemeinden und das Grundentlastungspatent. Letzteres bedeutete das Ende des jahrhundertelangen Abhängigkeitsverhältnisses zwischen der Riedlingsdorfer Dorfbevölkerung und ihres Grundherren, der Familie Batthyány.
Folgende Verordnungen brachten für die Bewohner von Riedlingsdorf gravierende Veränderungen mit sich:
- Verordnung vom 5. April 1850: Abschaffung der Leistungen aus dem Urbarialverband: Hauszins,[66] Neuntel,[67] Robot, kleiner Zehent, Holzhacken und Holzführen sowie der Jagddienst.
- Kaiserliches Patent vom 19. November 1852: Neuregelung der Eigentumsrechte. Alle Besitz- und Erbrechte, die aus dem Verhältnis zwischen Grundherr und Bauer entsprangen, wurden aufgehoben. Der Kauf von Liegenschaften wurde der Riedlingsdorfer Ortsbevölkerung ohne Einschränkungen gestattet und auch die Teilbarkeit des Grundbesitzes wurde anerkannt.
- Patente vom 2. März 1853: Regelung hinsichtlich Nutzung von Rodungsgründen und des Waldes sowie der Weiden.

In weiterer Folge kam eine Kommission nach Riedlingsdorf um die Grundentlastung durchzuführen. Dabei wurden die Entschädigungsansprüche des Grundherrns ermittelt, die für eine ganze Session (entsprach einem Bauernhof) abhängig von der Güte des Bodens zwischen 600 und 700 Gulden ausmachten. Für Söllnerwirtschaften betrug die Ablösesumme 50 Gulden. Ein ganzer Bauernhof erhielt in Riedlingsdorf zwischen 4 und 20 Joch Weideland und zwischen 2 und 8 Joch Wald zugeteilt. Acht Söllnerwirtschaften wurden als eine Session gewertet.
Durch diese Maßnahmen wurden die Riedlingsdorfer Bauern zwar unabhängig von ihrem bisherigen Grundherren, sie gerieten aber aufgrund ihrer Verschuldung oft in wirtschaftliche Schwierigkeiten. Auch war der bäuerliche Besitzanteil, nicht nur in Riedlingsdorf, sondern auch in ganz Westungarn, derart klein, dass sich kaum ein gesunder Bauernstand entwickeln konnte. Hinzu kam, dass sich dieses Problem durch die Praxis der Realteilung weiter verschärfen sollte. Im landwirtschaftlich dominierten Riedlingsdorf führte dies dazu, dass die zu bewirtschaftende Fläche pro Bauernhof immer mehr abnahm, und so innerhalb von zwei Generationen bäuerliche Zwergbetriebe entstanden. Diese konnten dann im 20. Jahrhundert oft nur mehr im Nebenerwerb bewirtschaftet werden. Viele Bewohner sahen sich daher gezwungen, sich nach anderen Einnahmequellen umzusehen. Daraus ergaben sich wiederum Notwendigkeiten wie Saisonwanderungen oder gar die Abwanderung in die Städte. In dieser Entwicklung ist auch einer die Hauptgründe für die ab 1900 einsetzende Auswanderung in die USA zu finden, welche dem Dorf letztendlich einen Bevölkerungsverlust von mehr als 10 Prozent seiner Einwohnerschaft bescheren sollte.
Unmittelbar nach Niederschlagung der ungarischen Revolution wurde das Land zunächst als erobertes Gebiet angesehen und unter Militärverwaltung gestellt. Es erfolgte eine Einteilung in Militärdistrikte, die wiederum in Zivildistrikte unterteilt waren. So gehörte Riedlingsdorf zum Zivildistrikt Eisenburg, das eines von vier Komitaten des Militärdistriktes Ödenburg darstellte. Der Zivildistrikt Eisenburg wurde anstelle der bisherigen sechs Oberstuhlrichterämter in zwölf Bezirkskommissariate unterteilt. Riedlingsdorf sollte bis zu dessen Auflösung im Jahre 1854 dem neu geschaffenen Bezirkskommissariat Pinkafeld angehören. Die Gemeinden wurden von Gemeindevorstehern geleitet, die vom Leiter des Bezirkskommissariats (Bezirkskommissar) dem Leiter dem Zivildistriktes (Regierungskommissar) vorgeschlagen wurden.
An dieser Einteilung änderte sich auch nichts als Ende 1850 die Militärdiktatur aufgelöst wurde. Änderungen gab es vor allem auf den höheren Verwaltungsebenen durch Schaffung von fünf Verwaltungsgebieten. Riedlingsdorf gehörte jetzt zum Verwaltungsgebiet Ödenburg, das sich nunmehr aus neun Komitaten zusammensetzte. Auf Komitatsebene gab es 1854 den nächsten Verwaltungsschritt durch die Neueinteilung in zehn Stuhlrichteramtsbezirke. Dies führte zur Auflösung des Bezirkskommissariats Pinkafeld, wodurch nun Riedlingsdorf Teil des Stuhlrichteramtsbezirkes Oberwart wurde.

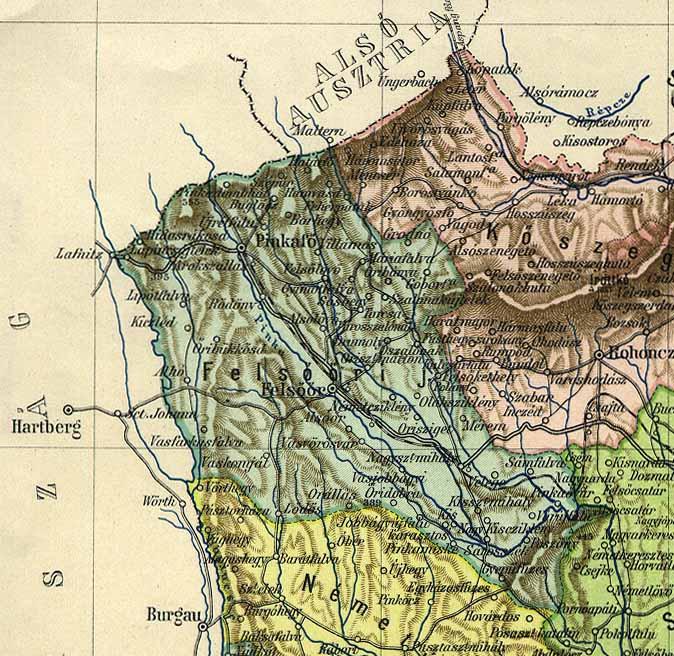
Riedlingsdorf/Rödöny als Teil des Stuhlbezirkes Oberwart/Felsőőr

Das Oktoberdiplom und das wenig später folgende Februarpatent bedeuteten das Ende des Neoabsolutismuses. Die Habsburgermonarchie entwickelte sich dadurch in Richtung Konstitutioneller Monarchie weiter. Auf der Verwaltungsebene führte dies zu einer Neueinteilung der in der alten Form wiederhergestellten Komitaten. Eisenburg setzt sich nunmehr aus 24 Bezirken zusammen. Riedlingsdorf wurde wieder dem neu geschaffenen Bezirk Pinkafeld zugeschlagen. Eine endgültige Zuordnung der Ortschaft zum Bezirk Oberwart erfolgte im Rahmen der Neugliederung der Verwaltung durch das ungarische Gemeindegesetz von 1871. Dieses neue Gesetz brachte auch den Zusammenschluss von Dörfern zu sogenannten Notariatsgemeinschaften mit sich. Riedlingsdorf bildete mit den Ortschaften Hochart, Wiesfleck, Schönherrn und Schreibersdorf das Kreisnotariat Pinkafeld-Umgebung. Diese Gemeinschaft sollte mit unterschiedlichen Zusammensetzungen bis in das Jahr 1986 Bestand haben, erst dann hatten Riedlingsdorf und Wiesfleck voneinander getrennte Gemeindeverwaltungen.
Parallel zu diesen ständigen Neugliederungen der Verwaltungsebenen lief eine Reihe von Reformen ab, welche das Land grundlegend verändern sollten. Die Grundentlastung machte die Einführung eines Grundbuches notwendig, das Besteuerungssystem wurde von Grund auf modernisiert und das Allgemeine bürgerliche Gesetzbuch eingeführt.

#### Österreichisch-Ungarischer Ausgleich und Magyarisierung
Die Magyarisierungspolitik der ungarischen Führungsschicht erlitt zwar durch den verlorenen Unabhängigkeitskrieg 1848/49 einen schweren Dämpfer. Durch den Österreichisch-Ungarischen Ausgleich des Jahres 1867, welcher eine unmittelbare Folge der Niederlage der Habsburgermonarchie im Deutschen Krieg darstellte, erfolgte hingegen wieder eine wesentliche Stärkung des ungarischen Nationalgefühls. Dieses drückte sich auch im Nationalitätengesetz von 1868 aus, das zwar die persönlichen Freiheitsrechte des einzelnen Staatsbürgers festschrieb, darunter auch das Recht auf die Muttersprache, zugleich aber Ungarisch zur alleinigen Staatssprache erhob. Eine Anerkennung von Volksgruppen gab es hingegen nicht.

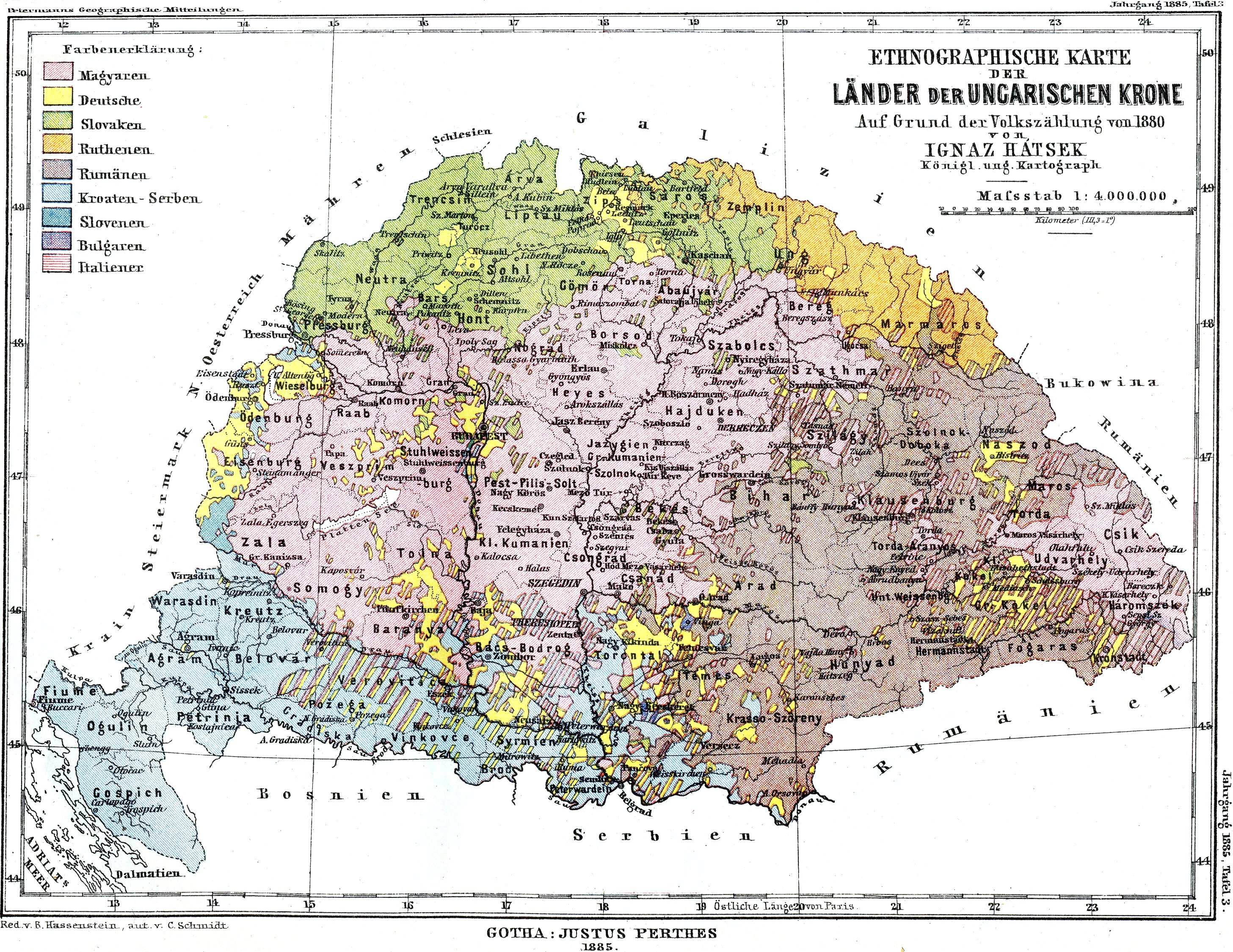
Ethnische Volksgruppen der Länder der Ungarischen Krone 1880

Träger dieser Magyarisierungbestrebungen war die höhere Beamtenschaft, die sich hauptsächlich aus Vertretern des ungarischen Kleinadels zusammensetzte. Eines der wichtigsten Instrumente dabei waren Gesetze und Verordnungen, welche den Schulbetrieb beeinflussten. So musste aufgrund des Volksschulgesetzes von 1879 an den Riedlingsdorfer Schulen Ungarisch unterrichtet werden. Lehramtskandidaten hatten ab 1883 ihre Staatsprüfung in ungarischer Sprache abzulegen, 1907 kam es schließlich durch die „Lex Apponyi“ zu einer starken Ausdehnung des Ungarischunterrichtes an den Schulen. Bildungseinrichtungen hatten nur dann mehr eine Chance auf staatliche Unterstützung, wenn der Unterricht in mindestens fünf Gegenständen auf Ungarisch erfolgte.
Ab 1895 musste Riedlingsdorf aufgrund eines neuen Gesetzes Matrikeln in ungarischer Sprache für Geburten, Eheschließungen und Todesfälle führen. Der Gebrauch der deutschen Ortsnamen wurde in den 1870er-Jahren im amtlichen Gebrauch immer mehr zurückgedrängt. 1896 erfolgte in Budapest die Einsetzung einer Kommission, welche die Aufgabe hatte, ein beglaubigtes Stammbuch einheitlicher, ungarischer Gemeinde- und Ortsnamen anzulegen. Dazu sollte die Kommission eine der ungarischen Rechtschreibung konforme Schreibweise der Ortsnamen festlegen. Zwei Jahre später beschloss der ungarische Reichstag, dass jede Gemeinde nur mehr den von der Kommission festgelegten Namen verwenden darf. Im Fall der Gemeinde Riedlingsdorf war dies der ungarische Ortsname Rödöny.
Die Gemeinde Pinkafeld bemühte sich in den 1880er-Jahren an das Eisenbahnnetz angeschlossen zu werden. Diese Bemühungen zeitigten nur einen teilweisen Erfolg, denn die Verbindung nach Steinamanger wurde zwar genehmigt und von der Steinamanger-Pinkafelder Lokalbahn AG auch gebaut, einem Anschluss an das nur fünf Kilometer entfernte österreichische Schienennetz standen hingegen wiederum nationalistische Gedanken im Weg. Durch die Einweihung der Steinamanger-Pinkafelder Vicinalbahn am 17. Dezember 1888 bekam auch die Gemeinde Riedlingsdorf ihre Eisenbahnhaltestelle, eine Zugverbindung ins steirische Friedberg gab es aber erst ab 1925.

### Der Erste Weltkrieg
Einen Monat nach dem Attentat von Sarajevo erfolgte am 28. Juli 1914 die Kriegserklärung Österreich-Ungarns an das Königreich Serbien. Zwei Tage später traten das Deutsche Kaiserreich und das Russische Kaiserreich in den Krieg ein, durch die Bündnissysteme schlossen sich weitere Länder an, sodass sich der lokale Balkankonflikt binnen weniger Tage zum Ersten Weltkrieg entwickelte. Das Infanterie-Regiment 83 wurde in der zweiten Augustwoche nach Galizien transportiert und focht fortan in diesem Raum mit wechselndem Kriegsglück und unter hohen Verlusten gegen die Armee des russischen Zaren. Ende 1917 erfolgte die Verlegung des Regiments nach Italien, wo es in weiterer Folge an den Piaveschlachten teilnahm. Anfang November 1918 konnte das Regiment von seinem Kommandanten in die Heimat zurückgeführt und dort demobilisiert, wodurch vielen Regimentsangehörigen die Kriegsgefangenschaft erspart blieb.
Unter der männlichen Bevölkerung von Riedlingsdorf gab es zwischen 1914 und 1918 insgesamt 43 Gefallene. Rund die Hälfte dieser Männer diente im Infanterie-Regiment 83 und fiel in dessen Schlachten in Galizien und Italien. Während ein weiteres Viertel der gefallenen Riedlingsdorfer dem k.u.k. Infanterieregiment „Erzherzog Leopold Salvator“ Nr. 18 angehörte, verteilte sich der Rest auf verschiedene andere Einheiten. Im November 1922 wurde in Riedlingsdorf ein Kriegerdenkmal eingeweiht, das an diese Soldaten erinnern sollte. Dessen Finanzierung erfolgte auch mittels Spenden von nach Übersee ausgewanderten Riedlingsdorfern, woran heute noch eine Inschrift im älteren Teil des Kriegerdenkmals erinnert.

### Landnahme des Burgenlandes

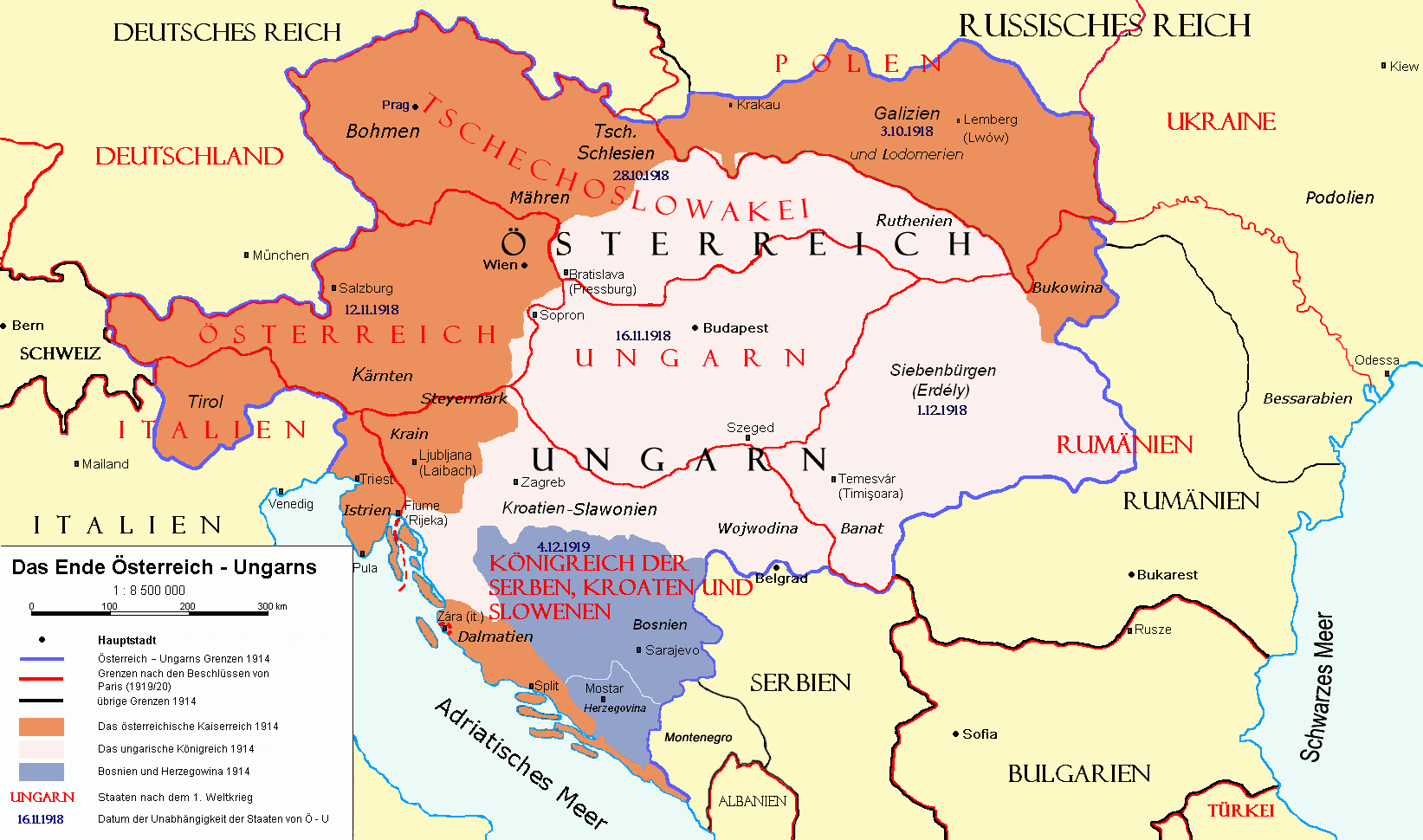
Die territoriale Aufteilung Österreich-Ungarns nach dem Ersten Weltkrieg

Am 10. September 1919 wurde von Staatskanzler Karl Renner der Vertrag von Saint-Germain unterzeichnet, der für die noch junge Republik Österreich, neben vielen harten Bedingungen, im Artikel 27/5 auch einen Territoriumsgewinn gegenüber Ungarn enthielt, sollte doch der hauptsächlich von Deutschsprachigen bewohnte westungarische Grenzstreifen zu Österreich kommen. Für die ungarische Seite wiederum bedeutete diese Bestimmung eine entwürdigende Schmach, die man mit allen Mitteln zu verhindern versuchte. Obwohl Ungarn am 4. Juni 1920 den Vertrag von Trianon, der für die Grenzziehung zu Österreich die gleichen Bestimmungen enthielt, unterzeichnete, gab man sich in Budapest noch nicht geschlagen. Nachdem auch der Einsatz der Diplomatie nicht zum gewünschten Erfolg geführt hatte, wurde als Mittel der letzten Wahl beschlossen, gegen die sogenannte Landnahme des Burgenlandes durch Österreich militärisch vorzugehen. In weiterer Folge bildeten sich im Grenzland verschiedenste Freischärlereinheiten, die sich hauptsächlich aus Personen aus „Innerungarn“ zusammensetzten, wie ehemalige Offiziere, nationale Studenten oder ungarische Vertriebene aus der Slowakei, Siebenbürgen oder Kroatien.
Ein zusätzliches Momentum stellte der für die Siegermächte völlig überraschende erste Restaurationsversuch des ehemaligen Kaisers Karl I. dar. Im Zuge dieser Reise überquerte am 27. März 1921 der einstige Monarch bei Sinnersdorf inkognito in der Begleitung des Rotenturmer Grafen Tamas von Erdődy die österreich-ungarische Grenze. Anschließend aßen die beiden in Pinkafeld im Hotel Lehner zu Mittag, ehe sie mit dem geliehenen Pferdefuhrwerk des Gastwirtes am frühen Nachmittag Riedlingsdorf durchquerten, um sich über Oberwart und Großpetersdorf nach Szombathely zu begeben.
Laut Anordnung der Siegermächte sollten am 28. August 1921 rund 2000 Mann Gendarmerie, gegliedert in elf Kolonnen, die Staatsgrenze überschreiten und als Zwischenziel die sogenannte A-Linie erreichen. Für den nächsten Tag war das Erreichen der B-Linie, der endgültigen neuen Grenzlinie, vorgesehen. Nach Riedlingsdorf, dessen Durchquerung für den ersten Tag der Landnahme geplant war, sollte die Kolonne 7 vorrücken. Diese brach am Vormittag des 28. August in Friedberg mit 202 Gendarmen und 22 Zollwachebeamten auf und sollte bis zum Abend über Pinkafeld, Riedlingsdorf und Oberwart das Zwischenziel der A-Linie, Stadtschlaining, erreichen. Rund drei Kilometer nördlich von Riedlingsdorf wurde die Kolonne aber bereits von einem rund 50 Mann starken Freischärlerkontingent unter der Führung von Oberleutnant László Kuti erwartet, und gegen 13 Uhr von zwei Maschinengewehrnestern aus beschossen. Einem Stoßtrupp der österreichischen Gendarmerie gelang es, eines dieser Maschinengewehrnester zu erobern und den Freischärlern dabei schwere Verluste in Form von zwei Gefallenen und fünf Verwundeten zuzufügen. Da es im Laufe des Tages vielerorts zu Kampfhandlungen kam, befahl die Militärkommission der Siegermächte den Österreichern wieder den Rückzug auf die österreichisch-ungarische Grenze.

Wappen von Lajtabánság

Provisorische Briefmarke des Leitha-Banats zu 20 Filler vom 12. Oktober 1921

Am 29. August hatten sich die Freischärler ihrerseits bis nach Oberwart zurückgezogen. Die wieder von Friedberg anmarschierende Gendarmeriekolonne 7 konnte somit ohne Zwischenfälle Pinkafeld besetzen und am frühen Nachmittag mit den vordersten Kräften Riedlingsdorf durchschreiten. Als die Kolonne drei Kilometer südlich der Ortschaft neuerlich von den Freischärlern angegriffen wurde, befahlen die Siegermächte ihren endgültigen Rückzug, sodass gegen Abend die Kolonne 7 wieder Riedlingsdorf in der entgegengesetzten Richtung durchschritt. In der Ortschaft selbst kam es in diesen Tagen zu Gewalttätigkeiten, so wurde unter anderem ein Ortsbewohner von den Freischärlern öffentlich mit einem Stock gezüchtigt.
Der erste Versuch der Landnahme des Burgenlandes durch Österreich war somit gescheitert. Das Machtvakuum, das nun in Westungarn herrschte, nutzte der Freischärlerführer Pál Prónay dazu aus, um am 4. Oktober 1921 in Oberwart einen eigenen Staat namens Lajtabánság (Leitha-Banat) auszurufen. Riedlingsdorf wurde dadurch für wenige Wochen Teil eines Operettenstaates, der eine eigene Flagge besaß und sogar eigene Briefmarken herausgab. Aber bereits wenige Tage später, am 13. Oktober, wurden durch die Unterzeichnung der Venediger Protokolle durch Österreich und Ungarn die Weichen auf Entspannung gestellt. Die ungarische Regierung verpflichtete sich, die Freischärlergruppen aus dem Grenzgebiet zurückzuziehen, was auch bis 5. November weitestgehend geschah. Der Staat Leitha-Banat hatte dadurch nach wenigen Wochen wieder aufgehört zu existieren.
Der Weg für die Landnahme des Burgenlandes durch das Bundesheer war nun frei. Dieser Einmarsch vollzog sich in zwei Phasen, während zwischen 12. und 15. November das Nordburgenland besetzt wurde, marschierten die Kolonnen des Bundesheeres zwischen 25. und 29. November im mittleren und südlichen Burgenland ein. Zu Mittag des 25. Novembers erreichte die 4. Brigade des Bundesheeres mit mehreren Bataillonen von Friedberg bzw. Lafnitz kommend Pinkafeld, wo sie von einer jubelnden Menschenmenge empfangen wurde, darunter auch viele Bewohner aus Riedlingsdorf. Die vordersten Teile der Brigade zogen am Abend in Riedlingsdorf unter, das somit am 25. November 1921 endgültig ein Teil der Republik Österreich geworden war. Am nächsten Tag erfolgte die Durchquerung der Ortschaft durch das Bundesheer, das zu seinem nächsten Tagesziel, der Besetzung von Oberwart, aufbrach.

### Auswanderung nach Übersee (1890–1930)
Zwischen 1902 und 1930 wanderten mindestens 168 Riedlingsdorfer in die USA aus.
Die Ortschaften, die heute das Burgenland bilden, wurden in den letzten Jahrzehnten des 19. Jahrhunderts von Auswanderungswellen getroffen, welche von Innerungarn ausgehend die westungarischen Dörfer erreichten und in weiterer Folge zum Aufbruch ganzer Familien nach Übersee, vornehmlich in die USA, führten. Diese Auswanderungswellen erfassten in Abstand von mehreren Jahren zuerst das heutige Nordburgenland, dann das mittlere Burgenland und um 1890 schließlich das Südburgenland mit dem Gebiet rund um Riedlingsdorf. Die nun einsetzende Wanderbewegung war Teil der sogenannten New Immigration, deren Ziel die Industriegebiete rund um Chicago und New York waren und die aus burgenländischen Landarbeitern amerikanische Fabriksarbeiter werden ließ.
Die Erstauswanderung aus Riedlingsdorf in Richtung USA fand 1893 durch acht Personen statt, deren Namen sich aber nicht in den Archiven von Ellis Island nachweisen lassen. Der erste Riedlingsdorfer, dessen Einreise in die USA in den veröffentlichten Passagierlisten von Ellis Island dokumentiert ist, war der 31-jährige Tobias Zapfel, der 1902 im Auswandererhafen Bremen mit dem Schiff Kronprinz Wilhelm die Überfahrt in die USA antrat.
Zwischen 1904 und 1907 reisten pro Jahr mindestens zehn Personen aus Riedlingsdorf in die USA ein. Während sich um 1910 nur wenige Riedlingsdorfer in den Archiven nachweisen lassen, stieg deren Zahl im Jahre 1913 auf 22. Der Erste Weltkrieg bereitete der Auswandererbewegung dann ein vorläufiges Ende. Erst Anfang der 1920er Jahre, zwischen 1921 und 1924, stieg die Zahl der auswanderungswilligen Riedlingsdorfer wieder an, strengere Einwanderungsgesetze (Immigration Act of 1924) in den USA führten aber ab 1924 zu einem massiven Rückgang der Immigration aus Österreich in die Vereinigten Staaten. Insgesamt finden sich in den Passagierlisten von Ellis Island bzw. einzelner Auswandererhäfen die Namen von 168 Personen aus Riedlingsdorf. Allerdings ist diese Liste sicher nicht vollständig, weil die Suche zum Teil nur mit bekannten Familiennamen möglich ist oder bei der Ortsangabe oft unterschiedliche Schreibweisen des Herkunftsortes verwendet wurden.
Die meisten Riedlingsdorfer (rund zwei Drittel), die sich in den Passagierlisten nachweisen lassen, waren zwischen 16 und 45 Jahre alt und befanden sich somit im besten arbeitsfähigen Alter. Bei weiteren 25 % handelte es sich um Kinder und Jugendliche bis 15 Jahren, nur 8 % der Personen hatten zum Zeitpunkt ihrer Auswanderung schon ihr 45. Lebensjahr überschritten. Die ältesten nachweisbaren Auswanderer, das Ehepaar Maria (62) und Tobias Schuh (66), bestieg 1914, vermutlich im Zuge einer Familienzusammenführung, mit Schwiegertochter und Enkelkind in Bremen das Schiff George Washington des Norddeutschen Lloyds, um in den USA ein neues Leben zu beginnen.
Der mit Abstand wichtigste Auswandererhafen für die Riedlingsdorfer war Bremen mit rund 60 % der Ausreisen. Mit großem Abstand folgten Le Havre (17 %), Triest (10 %), Rotterdam und Hamburg (je 8 %). Aus Southampton, Kopenhagen und Antwerpen gab es nur vereinzelte Ausreisen. Das am häufigst benutzte Schiff war die Kaiser Wilhelm der Große des Norddeutschen Lloyd, das zwischen 1903 und 1907 insgesamt 19 Riedlingsdorfer Auswanderer transportierte. Die Überfahrt mit den meisten Passagieren aus Riedlingsdorf fand im Jahr 1907 statt, als das italienische Schiff Francesca im New Yorker Hafen einlief und 18 Personen aus Riedlingsdorf an Bord hatte. Eine sehr viel kleinere Auswanderungswelle setzte in den 1950er Jahren ein, deren Ziel vornehmlich Kanada war.

### Ständestaat und Nationalsozialismus 1933 bis 1945

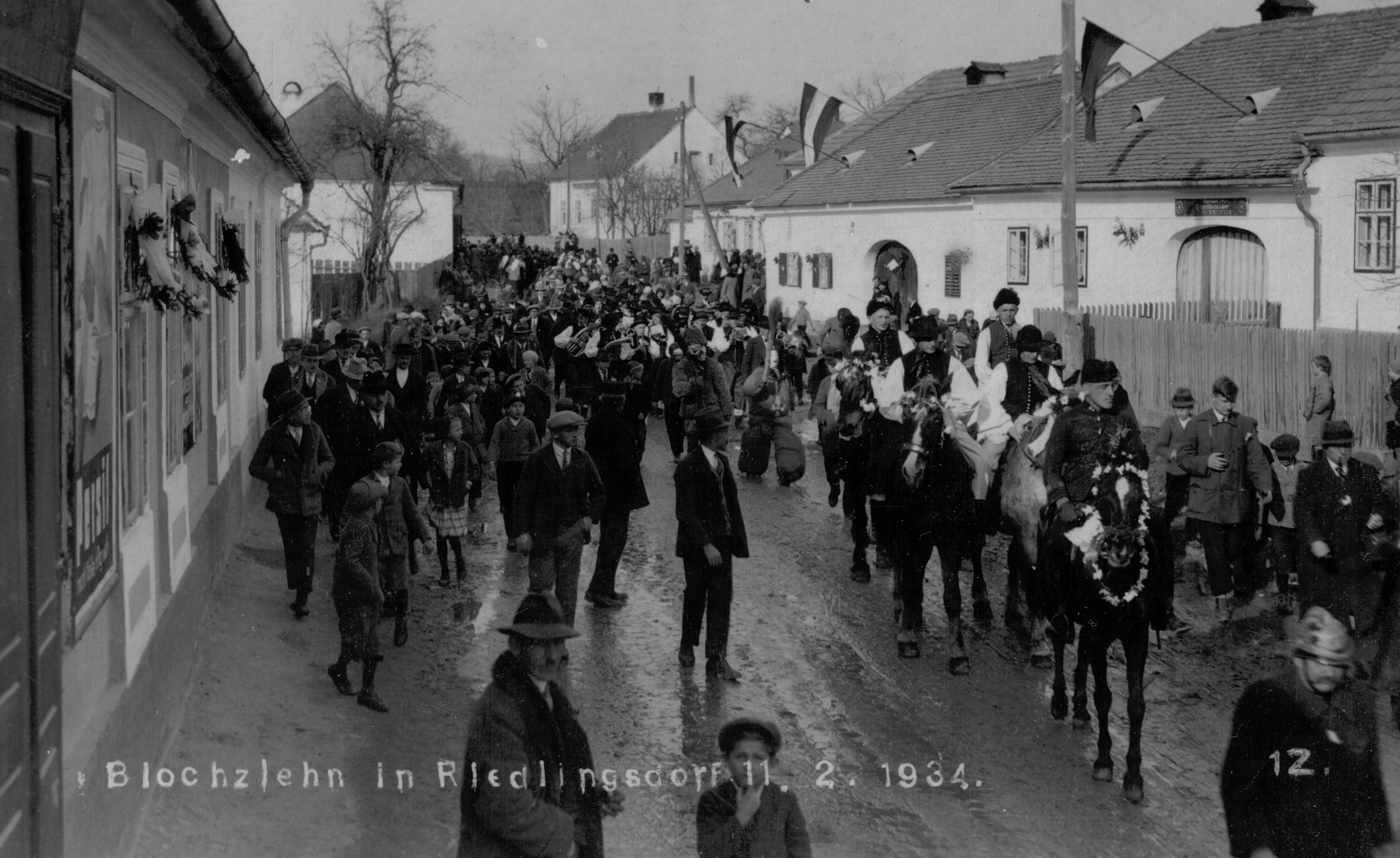
Blochziehen am 11. Februar 1934, einen Tag vor dem Ausbruch des Bürgerkrieges

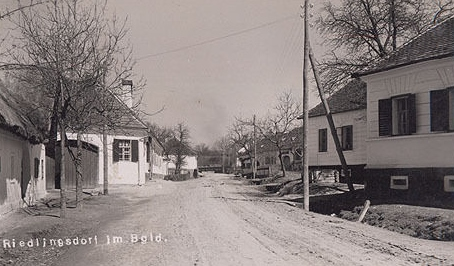
Dorfstraße im Obertrum in den 1930er Jahren

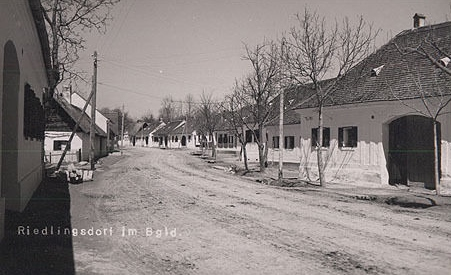
Dorfstraße im Untertrum in den 1930er Jahren

Parallel zur „Machtergreifung“ der Nationalsozialisten am 30. Jänner 1933 in Deutschland etablierte sich in Österreich nach der Selbstausschaltung des Parlaments, den Februarkämpfen 1934 sowie dem Juliputsch der austrofaschistische Ständestaat. Der Juliputsch wurde von Mitgliedern der NSDAP durchgeführt, die in Österreich seit dem 19. Juni 1933 verboten war. Während in Riedlingsdorf am 11. Februar 1934, einem Sonntag, der seltene Brauch des Blochziehens veranstaltet wurde, brach am nächsten Tag in vielen Teilen Österreichs der Bürgerkrieg los. Das gesamte Burgenland blieb zwar von den Kämpfen verschont, die Folgen dieser Auseinandersetzung trafen aber auch kleine Ortschaften wie Riedlingsdorf massiv.
Rund 14 Prozent der damaligen Bevölkerung des Burgenlandes waren Protestanten, während im Bezirk Oberwart ihr Anteil 33 Prozent betrug, lag dieser Wert in Riedlingsdorf und in vielen seiner Nachbargemeinden bei mehr als 70 Prozent. Politisch vertreten wurden die traditionell bäuerlich dominierten evangelischen Gemeinden des Südburgenlandes durch den Landbund, einer Partei, die sich offen für den Anschluss Österreichs an das Deutsche Reich einsetzte. Als die Partei im Ständestaat aufgelöst wurde und der durch die katholische Kirche stark beeinflusste Austrofaschismus den Druck auf die evangelische Glaubensgemeinschaft erhöhte, waren die Weichen gestellt, dass viele Evangelische in der Bewegung des Nationalsozialismus eine neue politische Heimat sahen. Im Fall von Riedlingsdorf kam noch hinzu, dass die Nationalsozialisten im Burgenland in der Person von Tobias Portschy, einem aus dem Nachbarort Unterschützen stammenden Juristen, einen charismatischen Führer fanden, durch dessen Einfluss der Bezirk Oberwart zu einer Hochburg des Nationalsozialismus innerhalb des Burgenlandes ausgebaut wurde. Die verbotene NSDAP bestand so im Untergrund weiter und verzeichnete auch weiterhin einen regen Zulauf. Die illegalen Nationalsozialisten aus Riedlingsdorf und den Nachbargemeinden kamen zu geheimen Treffen in einem Wald im Riedlingsdorfer Ortsried Lahnen zusammen. Die Stelle dieser Zusammenkünfte war durch einen Stein markiert, der im Volksmund den Namen Hitlerstein erhielt.
Die illegale SA-Brigade Burgenland, die sich aus den SA-Standarten 76 und 83 zusammensetzte, rekrutierte auch Mitglieder unter den Riedlingsdorfer Nationalsozialisten. Diese gehörten zur Standarte 83, die für das Südburgenland zuständig war und ihre Standartennummer vom ehemaligen k.u.k. Infanterieregiment „Freiherr von Schikofsky“ Nr. 83 ableitete. Am 1. Februar 1936 vermeldete die Zeitung Burgenländisches Volksblatt, dass in Oberwart eine Gruppe von Personen versucht hatte eine nationalsozialistische Untergrundzelle zu gründen. Die Männer waren ausgeforscht und des Vergehens der Geheimbündelei für schuldig befunden worden. Die im Zuge von Hausdurchsuchungen gefundenen Mitgliedslisten führten ab 3. Februar zu einer weiteren Verhaftungswelle, von der nachweislich auch einige Riedlingsdorfer betroffen waren. Die Männer mussten ihre mehrmonatigen Haftstrafen im Gefängnis Wien-Floridsdorf verbüßen.
Die Folgejahre mit ihrer tristen wirtschaftlichen Situation in Österreich führten zu einem Erstarken der nationalsozialistischen Bewegung. In einer Zeit, in der Bundeskanzler Kurt Schuschnigg um die staatliche Eigenständigkeit rang (Berchtesgadener Abkommen), fand bereits am 27. Februar 1938 in Oberwart eine Kundgebung der Nationalsozialisten mit 8.000 Teilnehmern statt. Eine zweite noch größere Veranstaltung mit 14.000 Teilnehmern, darunter zweifelsohne viele aus Riedlingsdorf, fand am 11. März ebenfalls in Oberwart statt. In der Nacht vom 12. auf den 13. März wurde schließlich der Anschluss Österreichs an das Deutsche Reich vollzogen.
Mit dem Gebietsveränderungsgesetz vom 1. Oktober 1938 verlor das Burgenland seine Eigenständigkeit. Die vier nördlichen Bezirke kamen zum Reichsgau Niederdonau, während das Südburgenland dem Reichsgau Steiermark angeschlossen wurde. Riedlingsdorf gehörte somit zum ersten Mal in seiner mehr als 600-jährigen Geschichte zur Steiermark.
Eine weitere Maßnahme der neuen Machthaber war im September 1938 die Abschaffung des konfessionellen Schulwesens in den burgenländischen Dörfern, einem Relikt aus der seinerzeitigen Zugehörigkeit zu Ungarn. Für das Schulwesen in Riedlingsdorf bedeutete dies, dass auf katholischer Seite eine 180-jährige und auf evangelischer Seite eine 140-jährige Ära zu Ende ging. Für eine große Anzahl burgenländischer Geistliche, von denen vor allem viele auf evangelischer Seite dem Anschluss positiv gegenübergestanden waren, markierte diese Entscheidung eine erste persönliche Bruchlinie zum neuen Regime.
Auch in Riedlingsdorf selbst wich die anfängliche Euphorie über den Anschluss bald einer Ernüchterung. Ende 1938 begann die Wehrmacht mit dem Einzug von Männern zum Wehrdienst, um die NS-Kriegsvorbereitungen voranzutreiben. Am 9. Februar 1939 wurde der komplette Riedlingsdorfer Jahrgang 1913 gemustert und geschlossen für tauglich befunden. Während die Arbeiter sofort eingezogen wurden, erhielten einige der Bauern noch einen Aufschub bis zum Herbst.
Johann Nicka, der am 15. Juni 1938 zum Leiter der Nationalsozialistischen Volkswohlfahrt in Riedlingsdorf bestimmt wurde, schrieb in einem Brief an seinen in die Wehrmacht eingerückten Freund Adolf Kaipel, dass es in der Riedlingsdorfer Ortsgruppe der NSDAP nur mehr Streitereien und Raufereien gebe, von der alten Kameradschaft aus der Zeit der Illegalität war seiner Meinung nach nicht viel übriggeblieben. In einem zweiten Brief an seinen Freund einige Monate später beschwerte er sich über Anfeindungen durch die Ortsbevölkerung, weil Riedlingsdorfer, die keine NSDAP-Mitglieder waren, bereits vor ihm hatten einrücken müssen, während er als ehemaliger Illegaler noch auf seine Einberufung wartete. Beide Männer fielen im Juli 1942 innerhalb von drei Wochen, als sich ihre Divisionen auf den Vormarsch auf Stalingrad befanden, wo diese dann in der Schlacht von Stalingrad vernichtet wurden.

### Der Zweite Weltkrieg

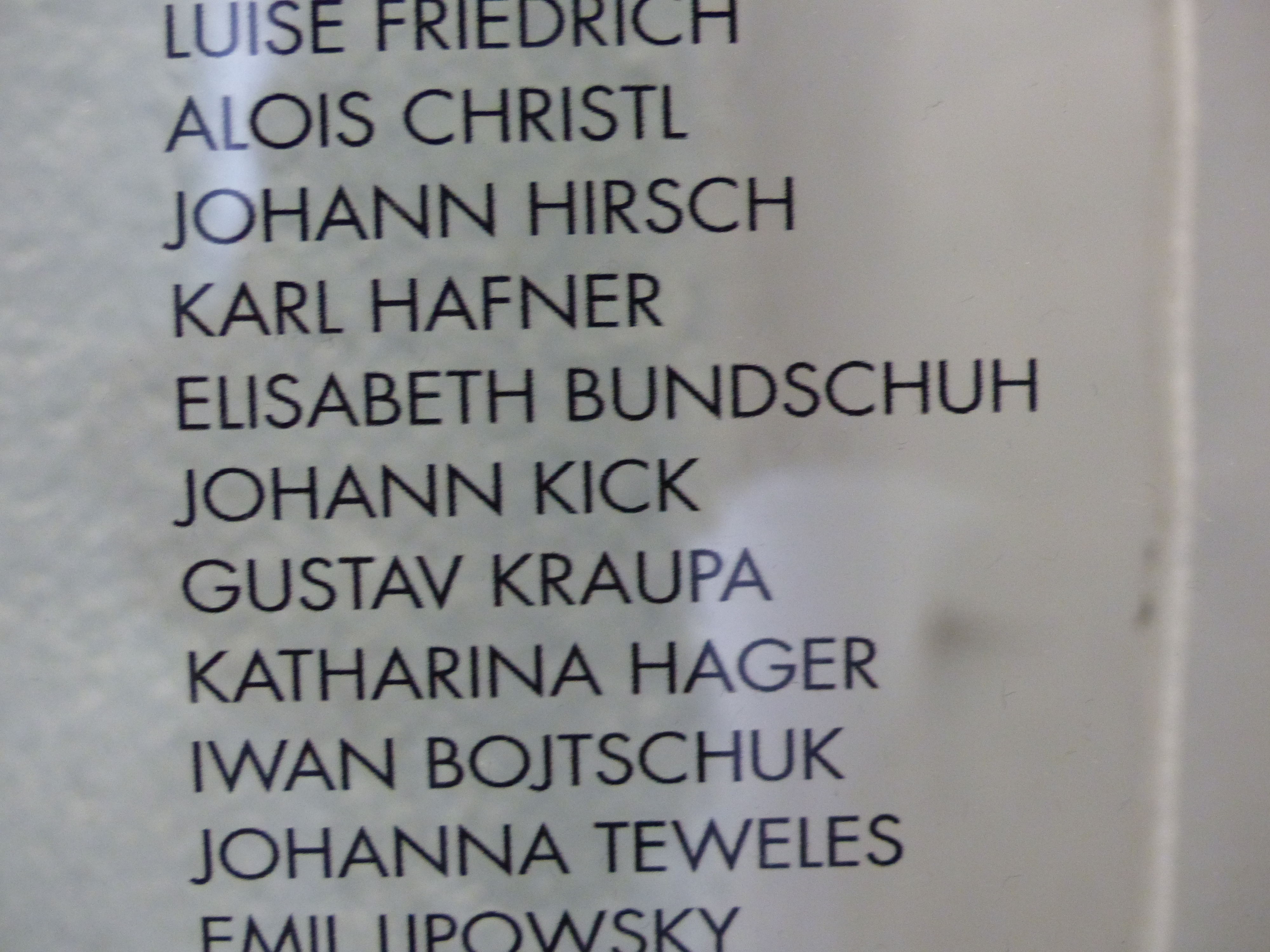
Eintrag auf einer der Glasplatten in Schloss Hartheim, der an Elisabeth Bundschuh erinnert

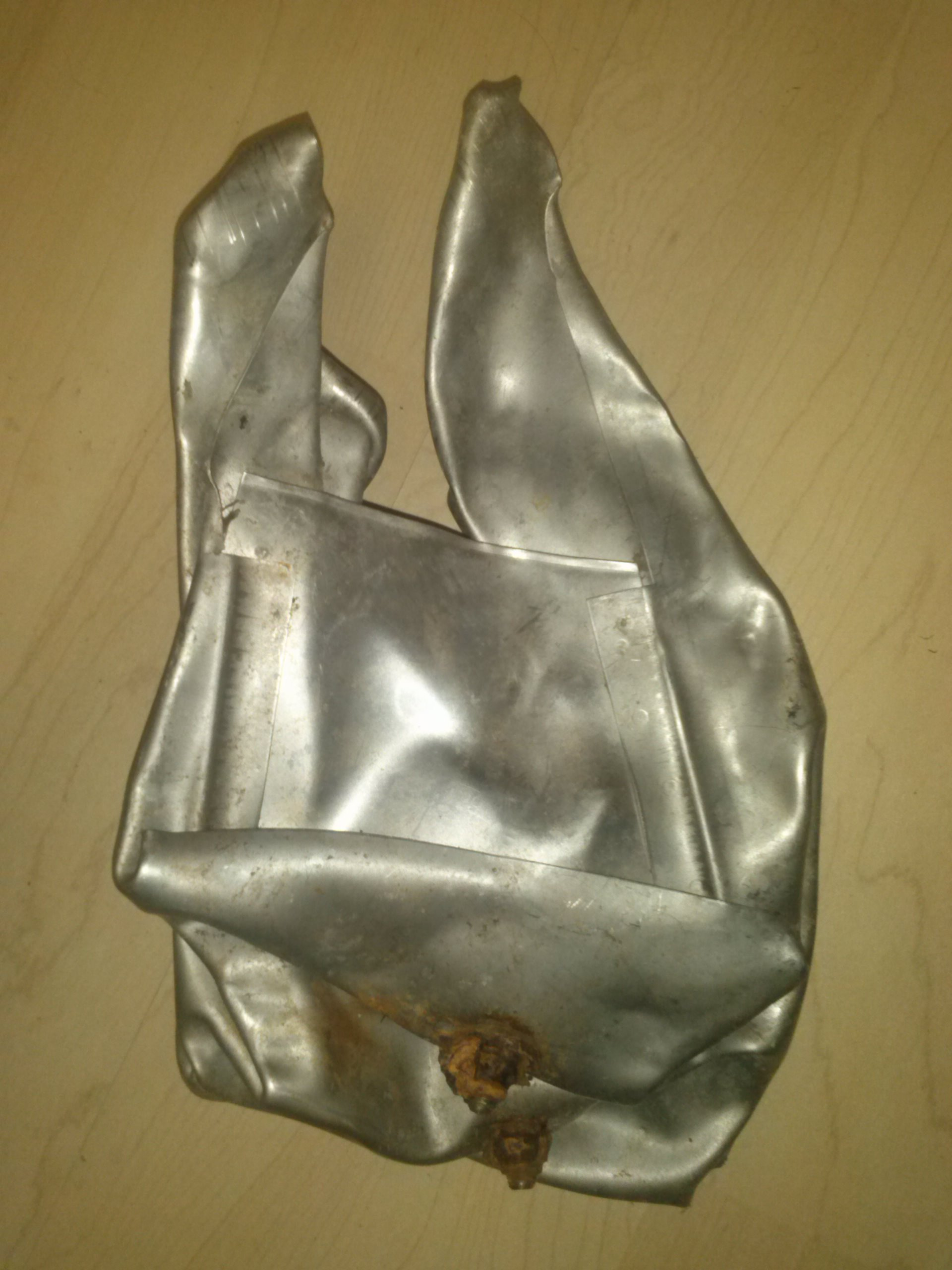
Originalteil der B-17, die am 10. Mai 1944 über Riedlingsdorf abgeschossen wurde

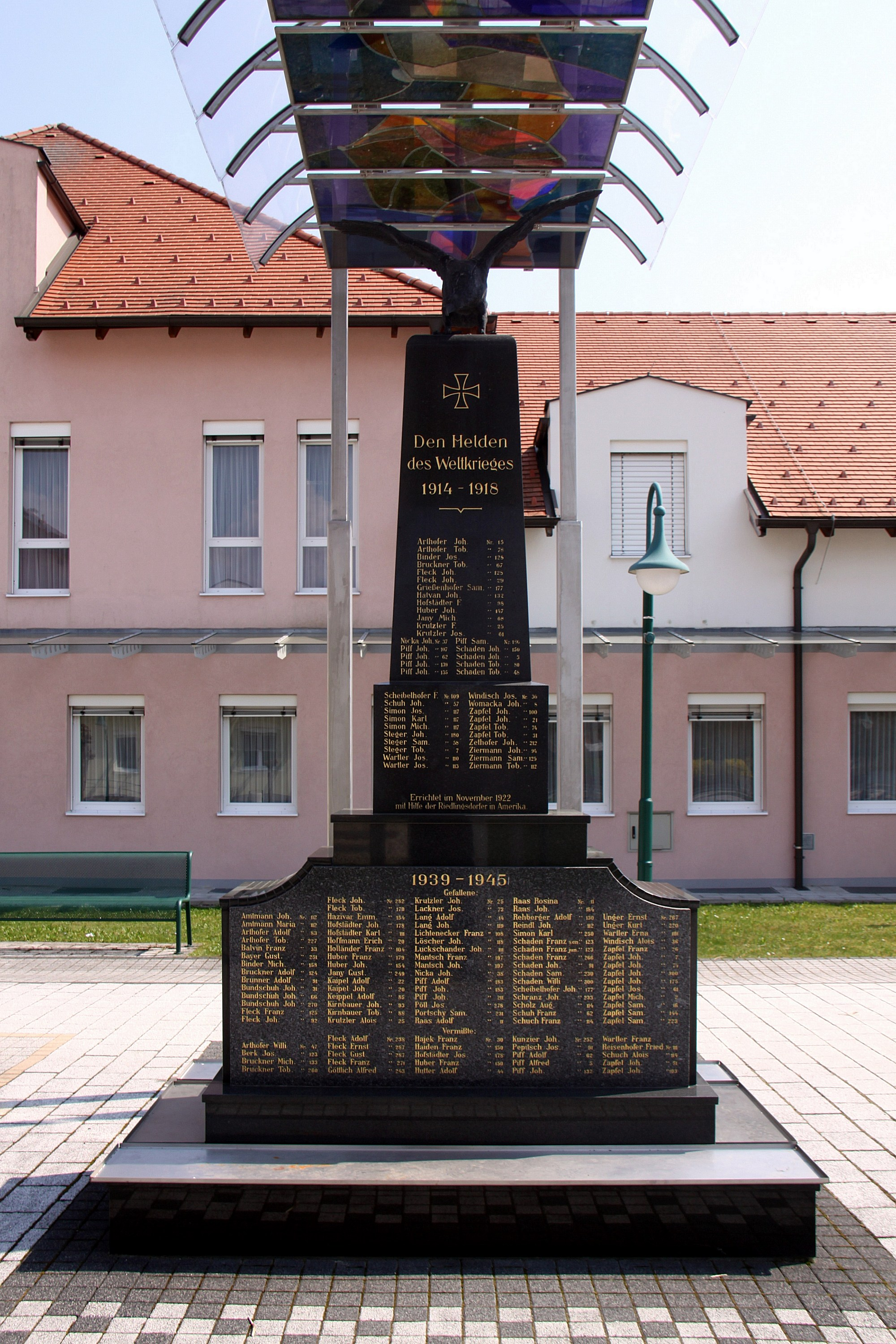
Das Kriegerdenkmal auf dem Dorfplatz. Die Überdachung soll symbolisch auf das Friedensdenkmal überleiten, das sich gegenüber dem Kriegerdenkmal befindet.

Neben den 97 Soldaten, die im Krieg fielen, forderte die Epoche des Nationalsozialismus noch weitere Opfer. Die Verluste betrugen circa 12 % der männlichen Bevölkerung. Dies entsprach ziemlich genau dem Durchschnitt der Gefallenen Deutschlands, während der Anteil der Gefallenen an der männlichen Bevölkerung in Österreich bei 8 % lag. Zumindest drei Personen fielen dem Euthanasie-Programm der Nationalsozialisten zum Opfer, wobei die näheren Todesumstände der im Februar 1941 in der Tötungsanstalt Hartheim ermordeten Elisabeth Bundschuh bekannt sind. Ein Soldat wurde im Dezember 1944 als Deserteur hingerichtet und wegen Hochverrates wurde Alfred Hofer, der einer kommunistischen Widerstandszelle angehörte, zum Tode verurteilt. Er verstarb im Jahre 1944 in einem Konzentrationslager. Ihm zu Ehren brachte die Gemeinde eine Gedenktafel an einem öffentlichen Gebäude in Riedlingsdorf an.
Riedlingsdorf war während des Zweiten Weltkriegs kein direktes Ziel alliierter Bombenangriffe. Da es aber in der Einflugschneise der amerikanischen Bomber lag, welche die Industriebetriebe in Wien und Wiener Neustadt angriffen, gehörten Kondensstreifen der einfliegenden Bombergeschwader und das dumpfe Brummen tausender Flugzeugmotoren ab Mitte 1943 zum Alltag der Riedlingsdorfer.
Am 10. Mai 1944 griff die Fifteenth Air Force mit rund 400 Bombern zum sechsten Mal in diesem Krieg die Wiener Neustädter Flugzeugwerke an. Die deutsche Luftwaffe versuchte mit rund 200 Jagdflugzeugen diesen Angriff abzuwehren. In der sich daraus entwickelnden Luftschlacht wurden 34 amerikanische und 17 deutsche Flugzeuge abgeschossen. Eines dieser Flugzeuge, eine B-17 Flying Fortress, überflog gegen elf Uhr mit brennenden Motoren die Ortschaft Riedlingsdorf. Augenzeugen am Boden sahen die amerikanischen Besatzungsmitglieder mit Fallschirmen aus der Maschine abspringen. Sofort wurden in Riedlingsdorf Suchtrupps zusammengestellt, welche den Piloten und den Bordingenieur im Gemeindegebiet unverletzt gefangen nahmen. Sechs weitere Besatzungsmitglieder gerieten in den nächsten Stunden in Nachbargemeinden in Kriegsgefangenschaft. Zwei Besatzungsmitglieder konnten aus der brennenden Maschine nicht mehr aussteigen und stürzten mit ihr in einen Wald an der Grenze zu Buchschachen. Zwischenzeitlich erfolgte ihre Bestattung auf dem Ortsfriedhof von Buchschachen, ehe sie nach Kriegsende auf einem amerikanischen Soldatenfriedhof ihre letzte Ruhe fanden.
Am 24. Mai 1944 erfolgte ein weiterer Luftangriff auf Wiener Neustadt. Nachdem die Flugzeugwerke in den vorigen Angriffen vollständig zerstört worden waren, galt nun die Luftattacke von über 200 Bombern dem Wiener Neustädter Luftpark. Während die amerikanischen Angreifer 16 Flugzeuge verloren, verzeichnete die deutsche Luftwaffen den Verlust von 14 Maschinen. Eines dieser Flugzeuge, ein Jäger vom Typ Messerschmitt Bf 109, wurde über Riedlingsdorf abgeschossen. Das deutsche Flugzeug stürzte auf einem Acker auf dem Lampelfeld im Norden von Riedlingsdorf, der Pilot konnte sich mit dem Fallschirm retten. Die amerikanische Maschine wurde von Oberleutnant Robert C. Curtis geflogen, der den Krieg mit 14 bestätigten Luftsiegen beendete.
Aufgrund der militärisch prekären Situation im Deutsch-Sowjetischen Krieg erfolgte am 1. September 1944 durch einen Führererlass die Beauftragung der Reichsverteidigungskommissare zur Planung und Bau von Befestigungsanlagen entlang der Reichsgrenzen. Das Ergebnis dieser Bestrebungen sollte der Südostwall sein, ein Stellungssystem, das von der deutschen Kriegspropaganda auch als Reichsschutzstellung bezeichnet wurde. Im Fall der Steiermark rückte ihr Gauleiter Sigfried Uiberreither in den Mittelpunkt des Geschehens, der daraufhin befahl, dass zivile Arbeitskräfte zum Stellungsbau an die deutsch-ungarische Grenze geschickt werden. Für Riedlingsdorf bedeutete dieser Befehl, dass in den nächsten Monaten immer wieder Frauen, ältere Männer und Angehörige der Hitlerjugend zum Schanzen, so wurde diese Arbeit vom Volksmund bezeichnet, nach Schachendorf kamen.
Im Dezember 1944 ließ der Befehlshaber des zuständigen Wehrkreises XVIII, General der Gebirgstruppe Julius Ringel, den taktischen Stab Unterabschnitt Nord aufstellen. Die Aufgabe dieser militärischen Stabseinheit war nicht nur die Koordinierung der Bauarbeiten beim Südostwallbau in der Steiermark, sondern auch das Festlegen von Ortsbefestigungen im Hinterland. Für Riedlingsdorf befahl dieser Unterstab den massiven Ausbau einer Ortsverteidigung. So erfolgte der Aushub eines drei Meter tiefen und fünf Meter breiten Panzergrabens, der sich im Süden der Ortschaft quer durch das Pinkatal zog. Überreste des Grabes sind heute noch in einem Waldstück im Südosten von Riedlingsdorf erhalten geblieben. An den Flanken des Grabens wurden Maschinengewehrnester angelegt, ein durchlaufender Schützengraben sollte außerdem den Osten des Ortes schützen. Für diese Bauarbeiten wurden neben der Ortsbevölkerung auch die Bewohner vieler umliegender Orte aber auch Personen aus Wien herangezogen. Als die Front dann Anfang April 1945 Riedlingsdorf erreichte, fehlte es an Truppen, um dieses Stellungssystem zu besetzen. Wie die Gemeindeväter in einem Bericht nach Kriegsende schrieben, ein Glücksfall für den Ort, dem dadurch das Schicksal vieler oststeirischer Ortschaften erspart blieb, die bei den dort tobenden Kämpfen durch Artilleriebeschuss zerstört wurden.
Die Ortschaft hatte laut dem Gemeindebericht 39 Volkssturmmänner zu stellen, von denen neun im Rahmen des Volkssturm-Bataillons Oberwart 31/181 an den Südostwall nach Rechnitz verlegt wurden, um in der A-Linie des Stellungssystems im Bereich Geschriebenstein bis Schachendorf eingesetzt zu werden. Am Abend des 29. März 1945 überschritten Truppen der sowjetischen 9. Gardearmee (XXXVII. Garde-Schützenkorps) in diesem Bereich die Grenze und eroberten Rechnitz bis zum nächsten Morgen. Der Volkssturm hatte sich zurückgezogen, mehrere Männer waren gefallen, darunter auch einer der Riedlingsdorfer Volkssturmmänner. Da es sich bei den sowjetischen Truppen nur um Deckungskräfte der Wiener Operation gehandelt hatte, konnte der Ort am nächsten Tag von dem rund 900 Mann starken SS-Panzergrenadier-Ersatz- und Ausbildungs-Bataillon 11, das sich im Wesentlichen aus jungen Niederländern zusammensetzte, wieder zurückerobert und bis 5. April gehalten werden.
In dieser ersten Aprilwoche marschierte die für den Raum Oberwart vorgesehene sowjetische 26. Armee an der Reichsgrenze auf. Bei ihrer am 5. April gestarteten Offensive konnte ihr XXX. Schützenkorps die schwach besetzten deutschen Verteidigungsstellungen ohne große Mühe überwinden und in einem Zug die Nordhälfte des Bezirkes Oberwart erobern. Am Abend des 5. Aprils marschierten die vordersten Truppen des XXX. Schützenkorps durch Riedlingsdorf und erreichten noch den Raum Pinkafeld. Am nächsten Tag zog das XXX. Schützenkorps mit rund 25.000 Mann durch Riedlingsdorf und Pinkafeld hindurch und versuchte in der Oststeiermark Fuß zu fassen.
Riedlingsdorf war nun binnen weniger Stunden Fronthinterland geworden. Bei der Besetzung der Ortschaft gab es einen weiteren toten Volkssturmmann, der schlafend und bewaffnet von den Sowjettruppen aufgefunden und daraufhin mit Dutzenden Bajonettstichen getötet worden war. Einerseits kam es, wie es für diese Phase des Krieges leider üblich war, zu den bekannten Begleiterscheinungen wie Vergewaltigungen und Plünderungen, andererseits verloren die Riedlingsdorfer Kinder bald ihre Scheu vor den kinderliebenden Sowjetsoldaten.
Die sowjetische 26. Armee beorderte eine Artillerie-Abteilung nach Riedlingsdorf, die südlich des Panzergrabens Aufstellung nahm und in die Kämpfe von Markt Allhau, wo sich der deutsche Widerstand verstärkt hatte, eingriff. Am 7. April durchquerte, das von der sowjetischen Armee bei ihrem Vorstoß am 5. April in Rechnitz abgeschnittene SS-Panzergrenadier-Ersatz- und Ausbildungs-Bataillons 11 das Pinkatal rund drei Kilometer südlich von Riedlingsdorf. Dem auf rund 600 Mann dezimierten Bataillon gelang es unter schweren Verlusten das Waldgebiet südöstlich von Riedlingsdorf zu erreichen, um dort am Morgen des nächsten Tages zu den deutschen Stellungen an der Lafnitz durchzubrechen. Auch die bei Riedlingsdorf stehende sowjetische Artillerie-Abteilung griff in diese Kämpfe ein und belegte das durchbrechende SS-Bataillon mit Artilleriefeuer.
Eine Reihe von Dorfbewohnern hatte sich im Vorfeld dieser Geschehnisse in das vermeintlich sichere Buchschachen begeben, wo sie aber erst Recht zwischen die kämpfenden Parteien gerieten, die sich dort zum Teil blutige Häuserkämpfe lieferten, dabei ist eine weitere Person aus Riedlingsdorf ums Leben gekommen. Während in der Oststeiermark und an der steirisch-burgenländischen Grenze die Kämpfe weiter tobten, war Riedlingsdorf ein Etappenort geworden. Ehemalige Angehörige der NSDAP wurden von den Sowjettruppen für verschiedene Arbeiten wie das Zuschütten von Schützengräben sowie der Exhumierung gefallener Sowjet-Soldaten herangezogen. Im Laufe des Aprils kam es im Ortsgebiet immer wieder zur Tötung deutscher Soldaten durch die Rote Armee. Es handelte sich dabei einerseits um Versprengte der Grenzkämpfe, die auf eigene Faust versuchten, die deutschen Linien zu erreichen, andererseits aber auch um Angehörige einzelner Stoßtruppunternehmen, die angesetzt wurden um die sowjetische Etappe zu erkunden. Insgesamt verloren je nach Quelle zwischen 12 und 14 deutsche Soldaten (Gemeindebericht bzw. Österreichisches Schwarzes Kreuz) ihr Leben bei diesen Ereignissen.
Wie der nach Kriegsende angefertigte Gemeindebericht behauptete, hatte die Ortschaft in den letzten Kriegsmonaten im Großen und Ganzen Glück im Unglück gehabt hatte. Die Häuser der Ortschaft blieben bis auf eine Ausnahme unbeschädigt und auch die Anzahl der getöteten Zivilisten hielt sich im Vergleich zu anderen Gebieten in Grenzen.
Im Zuge von Entnazifizierungs-Maßnahmen wurden belastete Personen mit Berufsverboten versehen, und einige Riedlingsdorfer mussten mehrere Monate in Anhaltelagern wie jenem in Stadtschlaining verbringen, ehe sie in ihr ziviles Leben zurückkehren konnten.
Die ersten Riedlingsdorfer wurden bereits im Laufe des Jahres 1938 zu verschiedenen Verbänden der deutschen Wehrmacht einberufen. Während am Beginn des Krieges die Männer eher zu Verbänden der heimatlichen Wehrkreise XVII (Wien) und XVIII (Salzburg), wie zum Beispiel der 44. Infanterie-Division, 297. Infanterie-Division, 3. Gebirgs-Division oder 6. Gebirgs-Division, einberufen wurden, ging diese landsmännische Schwerpunktbildung im Verlauf des Krieges immer mehr verloren.

### Nach dem Zweiten Weltkrieg
Die Bevölkerung von Riedlingsdorf, wo das Zwiebelflechten ein seit Generationen ausgeübter Brauch ist, knüpfte zur 660-Jahr-Feier im Jahr 1991 einen 660 Meter langen Zwiebelzopf, der feierlich durch den Ort getragen wurde.
Die Gemeinde Riedlingsdorf bemühte sich unter dem Bürgermeister Erwin Kaipel, mit dem problematischen geschichtlichen Erbe umzugehen. Sie ließ 2002 auf dem neu gestalteten Dorfplatz gegenüber dem Kriegerdenkmal ein Friedensdenkmal errichten, das eine Friedenstaube ziert. Beide Denkmäler sind mit einer Glas-Stahl-Konstruktion überdacht, welche symbolisch den Übergang von dieser dunklen Zeit in eine Epoche des Friedens darstellen soll.
Am 21. September 2007 wurde Riedlingsdorf zur Marktgemeinde erhoben.

## Religionen

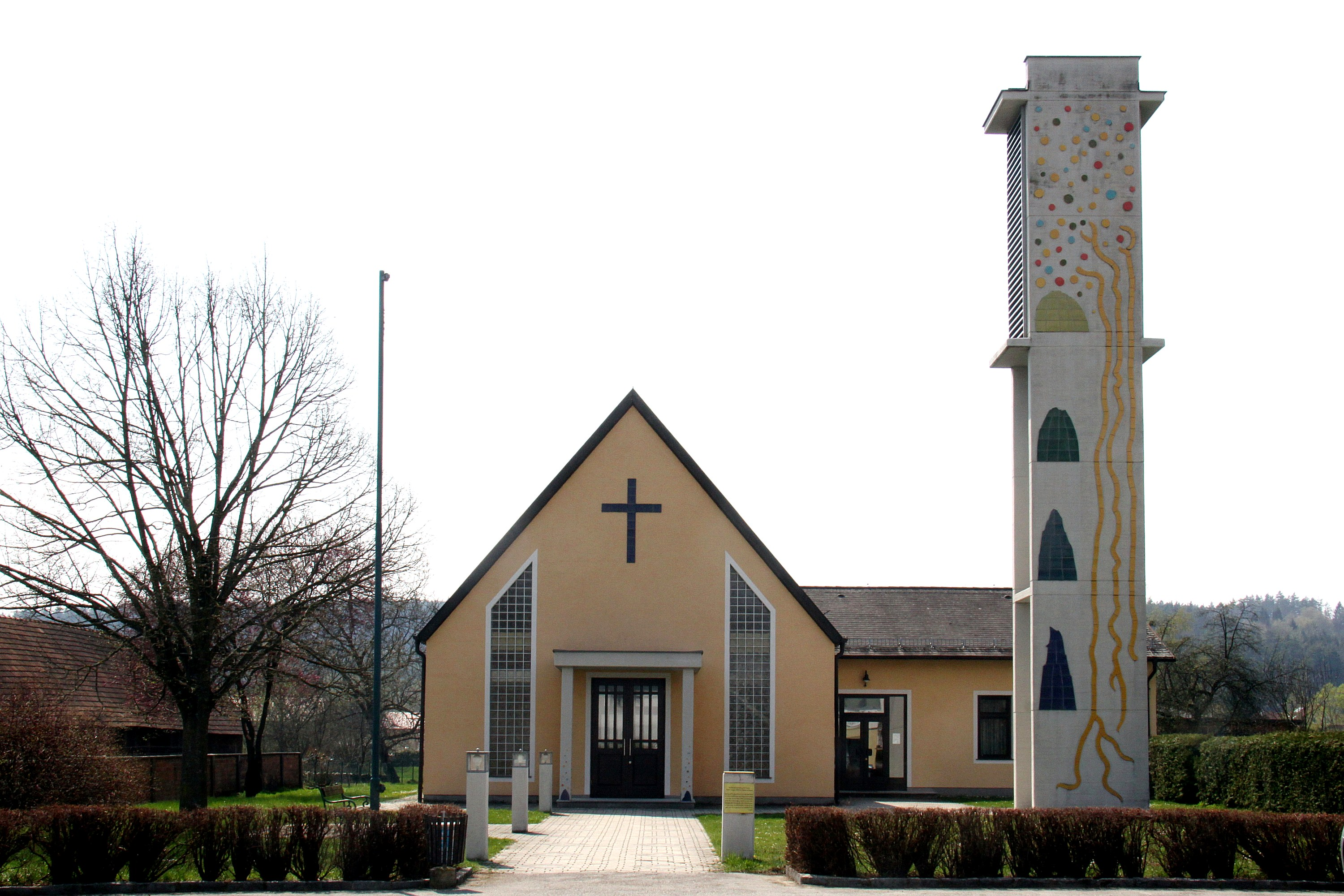
Evangelische Kirche Riedlingsdorf, 2013

### Christentum
- Die evangelische Pfarrkirche gehört zur Evangelischen Kirche Augsburgischen Bekenntnisses in Österreich, sie ist eine Tochterpfarre der Evangelischen Pfarrkirche Pinkafeld und untersteht der Evangelischen Superintendentur A. B. Burgenland.
- Katholische Kirche

## Politik

### Gemeinderat
Der Gemeinderat umfasst aufgrund der Anzahl der Wahlberechtigten insgesamt 19 Mitglieder.
| Partei          | 2022    | 2022    | 2022    | 2017    | 2017    | 2017    | 2012             | 2012             | 2012             | 2007             | 2007             | 2007             | 2002             | 2002             | 2002             | 1997             | 1997             | 1997             |
| Partei          | Sti.    | %       | M.      | Sti.    | %       | M.      | Sti.             | %                | M.               | Sti.             | %                | M.               | Sti.             | %                | M.               | Sti.             | %                | M.               |
| --------------- | ------- | ------- | ------- | ------- | ------- | ------- | ---------------- | ---------------- | ---------------- | ---------------- | ---------------- | ---------------- | ---------------- | ---------------- | ---------------- | ---------------- | ---------------- | ---------------- |
| SPÖ             | 560     | 55,72   | 11      | 539     | 53,31   | 11      | 728              | 71,44            | 14               | 832              | 73,18            | 14               | 828              | 72,76            | 14               | 725              | 70,80            | 14               |
| ZLR A1          | 260     | 28,87   | 5       | 139     | 13,75   | 2       | nicht kandidiert | nicht kandidiert | nicht kandidiert | nicht kandidiert | nicht kandidiert | nicht kandidiert | nicht kandidiert | nicht kandidiert | nicht kandidiert | nicht kandidiert | nicht kandidiert | nicht kandidiert |
| ÖVP             | 140     | 13,93   | 3       | 246     | 24,33   | 5       | 236              | 23,16            | 4                | 223              | 19,61            | 4                | 190              | 16,70            | 3                | 173              | 16,89            | 3                |
| FPÖ             | 45      | 4,48    | 0       | 87      | 8,61    | 1       | 55               | 5,40             | 1                | 82               | 7,21             | 1                | 120              | 10,54            | 2                | 126              | 12,30            | 2                |
| Wahlberechtigte | 1442    | 1442    | 1442    | 1442    | 1442    | 1442    | 1436             | 1436             | 1436             | 1436             | 1436             | 1436             | 1407             | 1407             | 1407             | 1296             | 1296             | 1296             |
| Wahlbeteiligung | 75,59 % | 75,59 % | 75,59 % | 76,91 % | 76,91 % | 76,91 % | 77,99 %          | 77,99 %          | 77,99 %          | 84,05 %          | 84,05 %          | 84,05 %          | 86,85 %          | 86,85 %          | 86,85 %          | 85,73 %          | 85,73 %          | 85,73 %          |

### Bürgermeister
Die nachfolgende Tabelle enthält die Bürgermeister der Ortschaft seit Anfang des 20. Jahrhunderts:
- 0000––1909: Samuel Zapfel
- 1909–1912: Johann Arthofer
- 1912–1919: Johann Ziermann
- 1919–1919: Tobias Zapfel
- 1919–1921: Samuel Bruckner
- 1921–1921: Johann Bruckner
- 1921–1922: Samuel Bruckner
- 1922–1931: Johann Wohlmuth
- 1931–1938: Samuel Bruckner
- 1938–1945: Johann Brunner
- 1945–1946: Franz Binder
- 1946–1946: Johann Arthofer
- 1946–1947: Michael Schaden
- 1947–1952: Samuel Bundschuh
- 1952–1958: Johann Schaden
- 1958–1965: Tobias Zapfel
- 1965–1977: Gustav Schranz
- 1977–1987: Johann Arthofer
- 1987–2012: Erwin Kaipel
- seit 2012: Wilfried Bruckner

Bei der Bürgermeisterdirektwahl am 7. Oktober 2012 wurde Wilfried Bruckner (SPÖ) mit 73,05 % im Amt bestätigt. Sein Mitbewerber Florian Piff (ÖVP) erhielt 26,95 %. Bei der Wahl am 1. Oktober 2017 wurde Bruckner im ersten Wahlgang mit 55,18 % als Bürgermeister wiedergewählt. Wie schon 2012 unterlag Florian Piff mit 27,26 % und für die neue Zwiefler-Liste (ZLR) erzielte Mario Schuh 17,56 %.
Bei der Wahl im Jahr 2022 wurde  Wilfried Bruckner (SPÖ) mit 55,40 Prozent im ersten Wahldurchgang als Bürgermeister bestätigt.

### Wappen

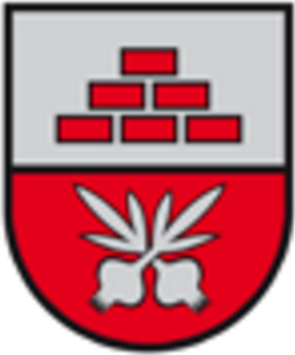
Wappen

Das Wappen wurde erst am 15. September 1991 verliehen. Blasonierung: „Schild geteilt von Silber über Rot, unten zwei schräggekreuzte silberne Zwiebeln, oben ein aus sechs roten Steinen gebildeter Stufengiebel.“
Die Ziegeln stehen für die Ziegelei an der Hottergrenze zu Pinkafeld, die seit Jahrzehnten einen wichtigen Arbeitgeber darstellt. Die Zwiebeln erinnern an die früheren Riedlingsdorfer Bäuerinnen, die ihre landwirtschaftlichen Produkte, vor allem Zwiebeln, auf dem Oberwarter Wochenmarkt anboten. Mit dem Ortsnecknamen Zwiefler (burgenländisch „die Zwiebel“ als der Zwiefel) sind die Riedlingsdorfer überregional bekannt.

## Kultur und Sehenswürdigkeiten

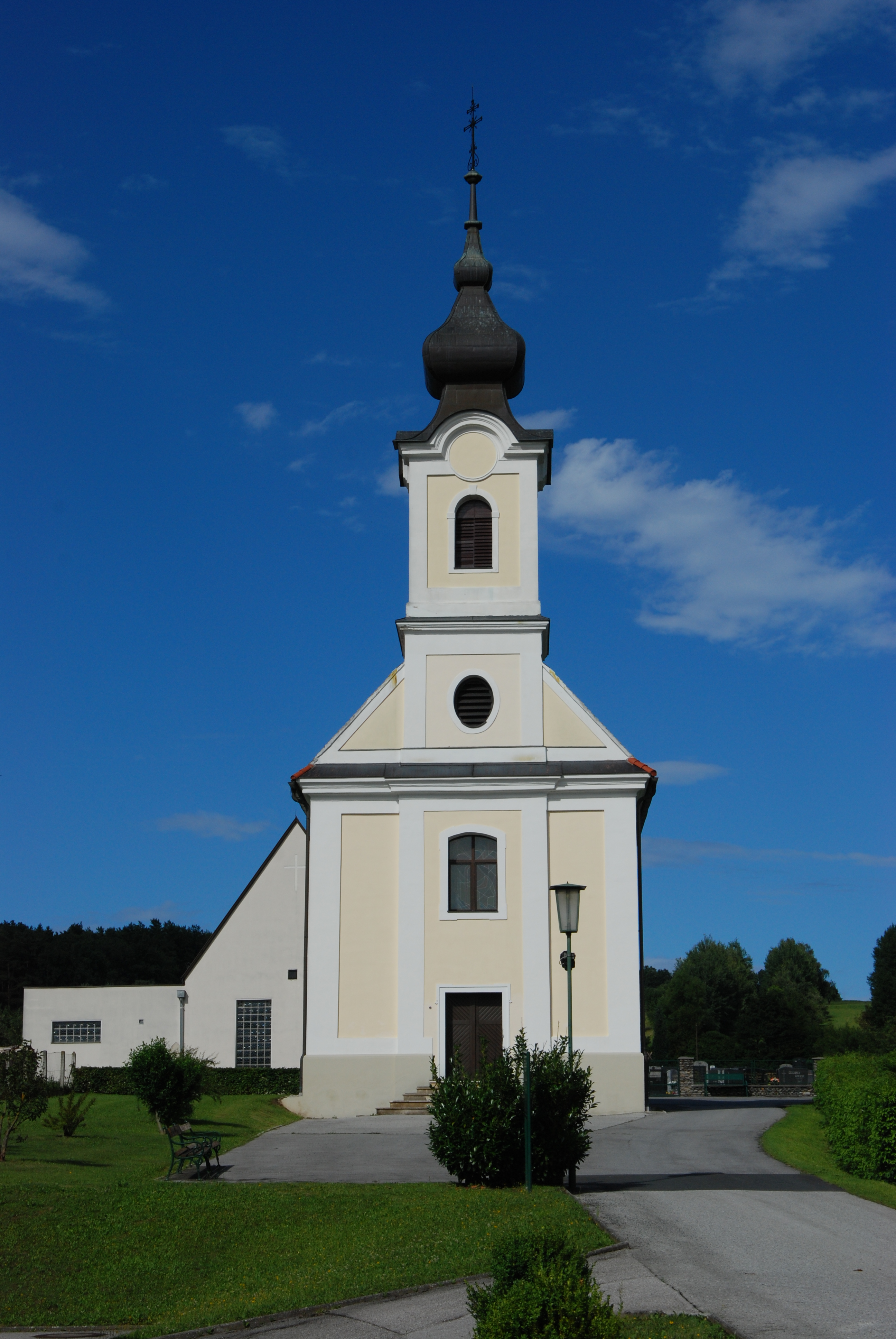
Filialkirche Riedlingsdorf

### Sehenswürdigkeiten
Die Katholische Filialkirche Riedlingsdorf, die in der Zeit von 1811 bis 1816 erbaut und dem heiligen Urban von Langres geweiht ist, war bis 2021 das einzige denkmalgeschützte Objekt des Ortes. Die Kirche ersetzte einen Holzbau, welcher sich zusammen mit dem damaligen Friedhof am südlichen Ortsrand befand. In dem klassizistischen Saalbau mit Fassadenturm und Zwiebelhelm wurden 1993/1994 drei Glasfenster von Thomas Resetarits eingebaut.
2021 wurde mit der Steinbogenbrücke Riedlingsdorf, ein Brückenbauwerk der ehemaligen Verbindungsstraße nach Oberwart, ein zweites Bauwerk unter Denkmalschutz gestellt.
Das Evangelische Gemeindezentrum wurde 1973 anstelle eines alten Schulgebäudes errichtet und von Bischof Oskar Sakrausky eingeweiht. 1998 erfolgten außen und 2003 innen umfangreiche Restaurierungen.
Das Johnny Cash-Museum Riedlingsdorf wurde im Keller des Hauses vom leidenschaftlichen Johnny-Cash-Fan und -Sammler Walter Ringhofer eingerichtet und ist laut eigenen Angaben das einzige Museum, das sich dem Leben des amerikanischen Country-Sänger außerhalb der USA widmet. Da der Museumsbetreiber 2020 verstarb, ist die Zukunft des Museums ungewiss.
Die Zwieflerin ist eine vom Riedlingsdorfer Künstler Günter Simon geschaffene Metallskulptur, welche an die sogenannten Zwiefelweiber erinnern soll, jene Bäuerinnen, die auf dem Wochenmarkt in Oberwart ihre landwirtschaftlichen Produkte verkauften. Die Skulptur liegt am südlichen Ortsrand, wo sich bis zu Beginn des 19. Jahrhunderts die alte Holzkirche und der erste Riedlingsdorfer Friedhof befanden.
Das mit einer Friedenstaube verzierte Friedensdenkmal wurde auf dem 2002 neu gestalteten Dorfplatz gegenüber dem historischen Kriegerdenkmal errichtet. Beide Denkmäler sind mit einer Glas-Stahl-Konstruktion überdacht, welche symbolisch den Übergang darstellen soll.
Im Juni 2022 wurde der Schalotten-Rundweg eröffnet, der aus einer 4 Kilometer langen Kernroute mit elf Stationen (Stationen 1 bis 11), einer 4 Kilometer langen Süderweiterung mit vier Stationen (Station S1 bis S4) und einer 2,5 Kilometer langen Norderweiterung mit sechs Stationen (N1 bis N6) besteht. Auf den Tafeln sind historische Themen wie die Gründungsgeschichte des Ortes oder die Auswanderung, Institutionen wie die Feuerwehr oder der Sportverein und lokale historische Persönlichkeiten wie der 1923 in die USA ausgewanderte Maler Gustav Rehberger, der Räuberhauptmann Holzknechtseppl oder die Heilerin Stabernahnl beschrieben.

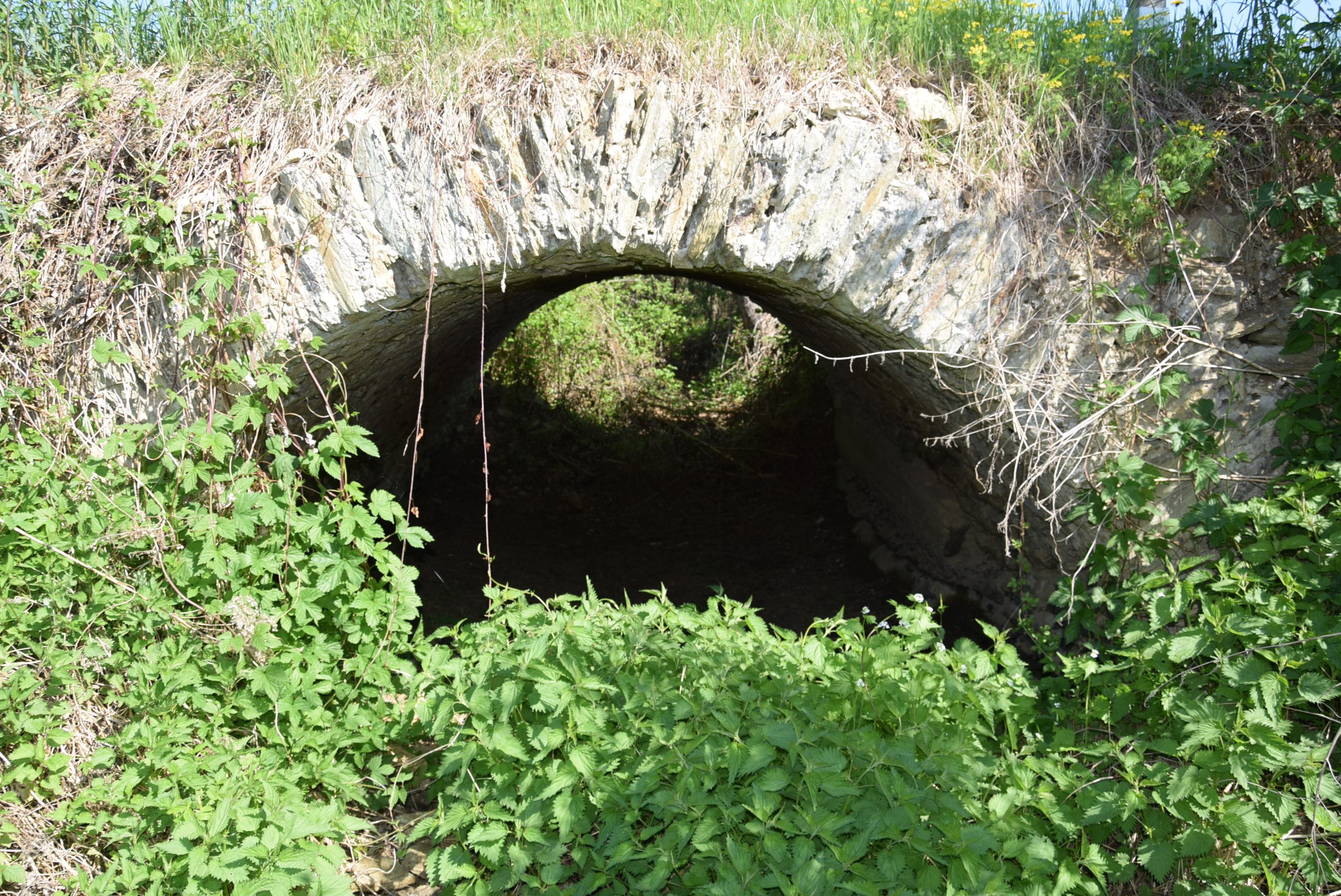
Steinbogenbrücke Riedlingsdorf
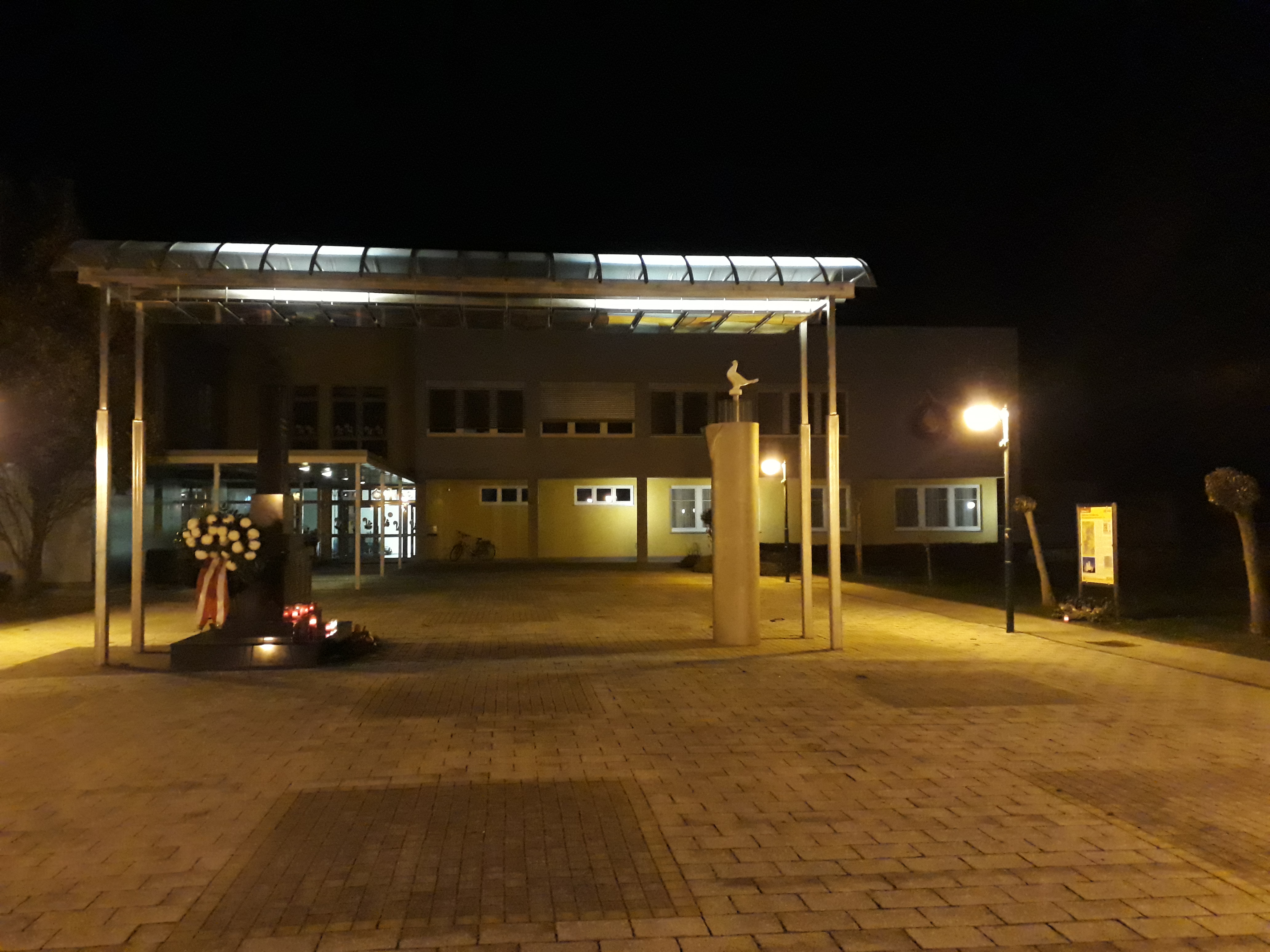
Krieger- und Friedensdenkmal
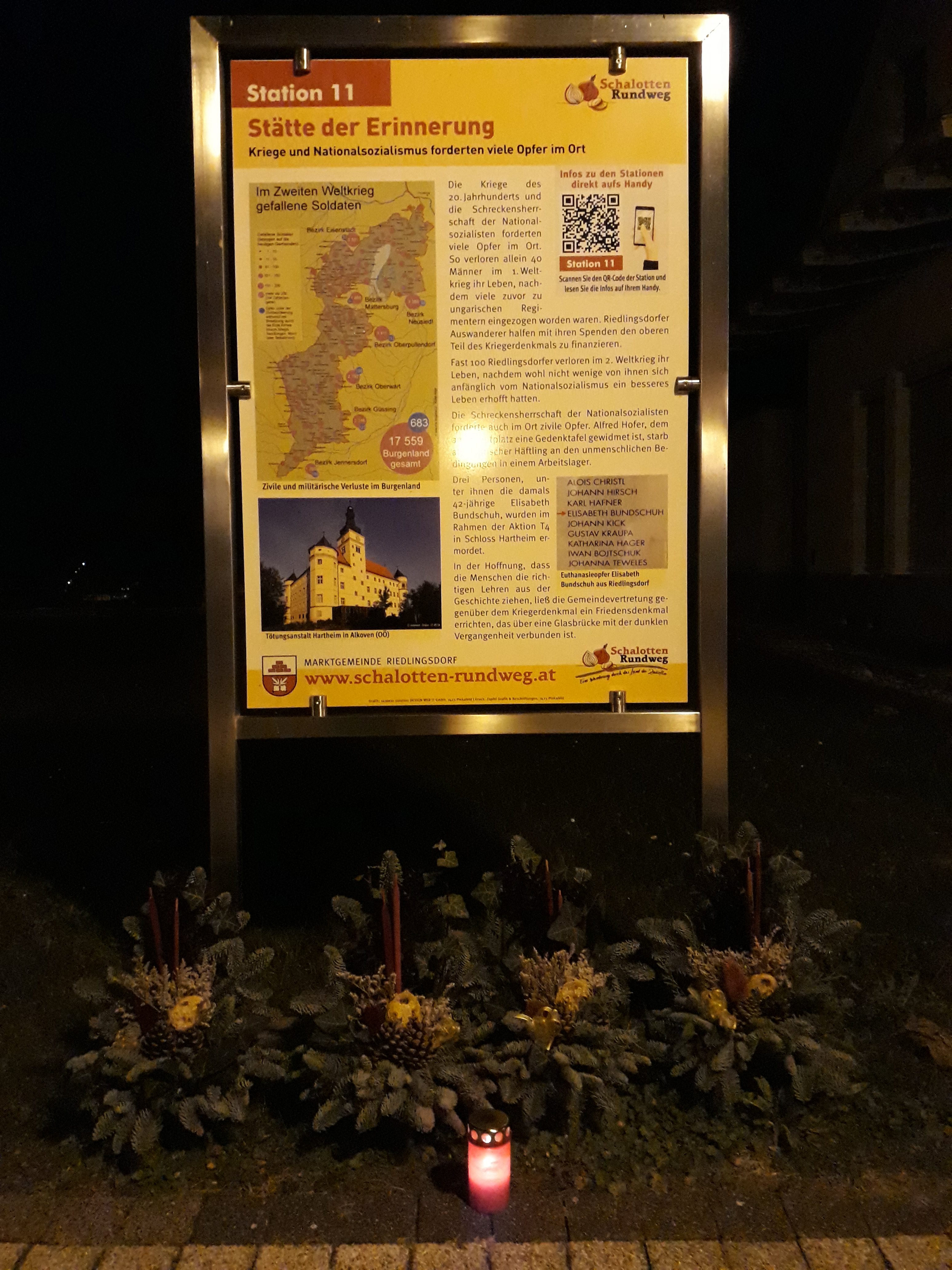
Station 11 des Schalotten-Rundweges

### Vereinsleben

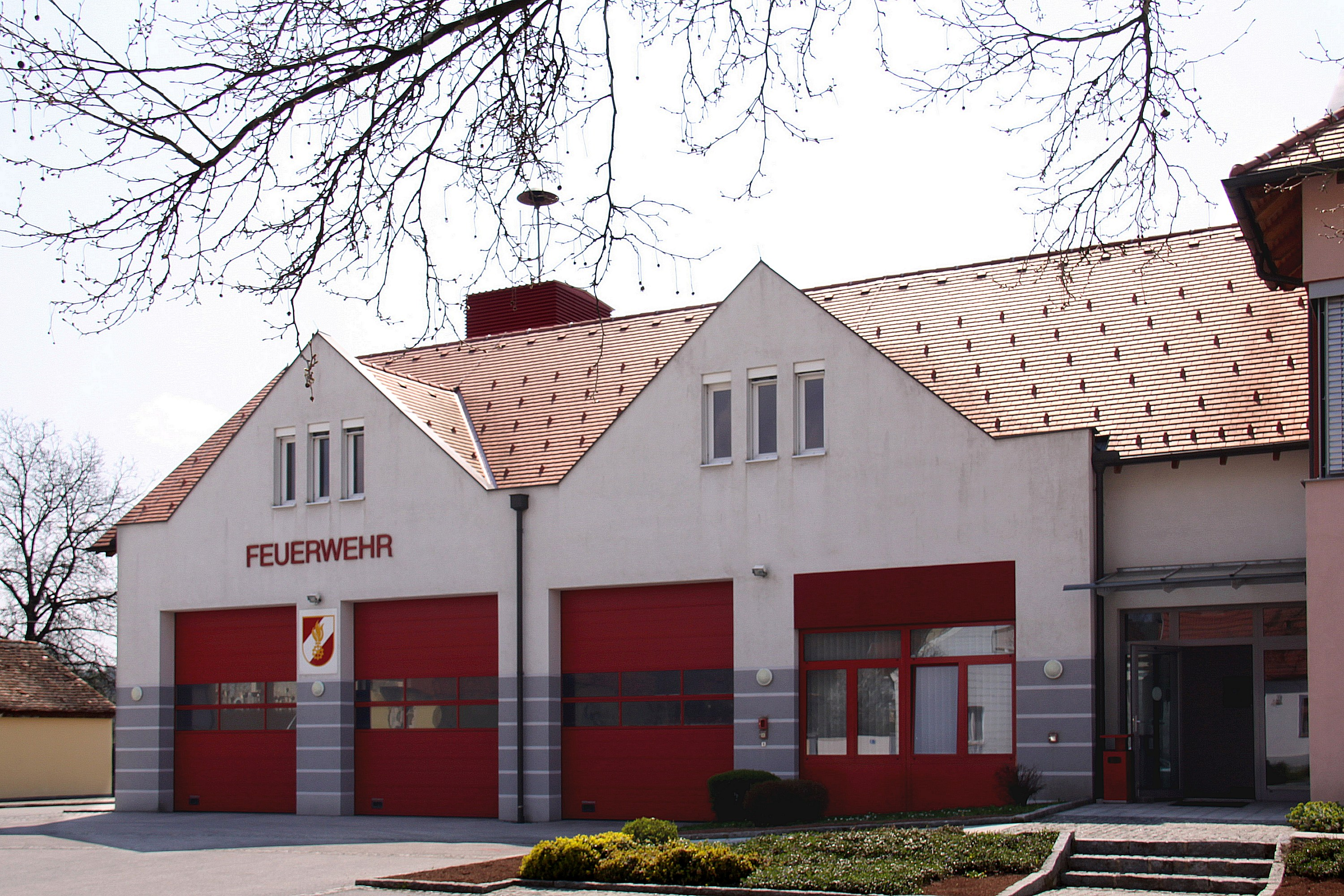
Haus der FF Riedlingsdorf, 2013

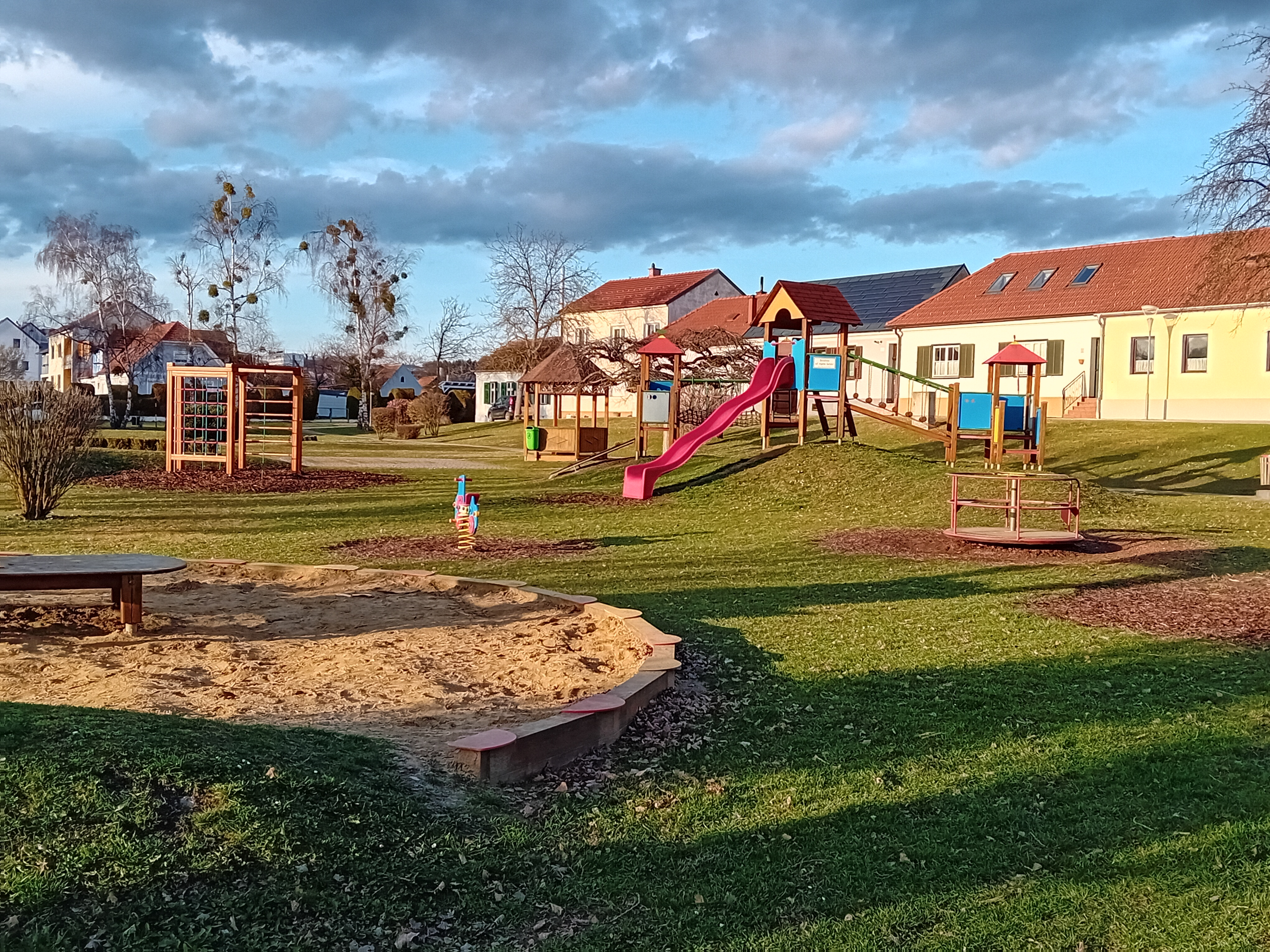
Kinderspielplatz in Riedlingsdorf, 2024

Wichtige Beiträge zum Alltagsleben in Riedlingsdorf liefern die Vereine, wobei nachfolgend einige der wichtigsten beschrieben sind:
Die Freiwillige Feuerwehr Rödön (Riedlingsdorf) wurde am 8. September 1880 von 54 Riedlingsdorfern gegründet. Erster Feuerwehrkommandant war Johann Endler. Im Oktober 1977 wurde die Feuerwehrjugend gegründet. Im Durchschnitt bewältigt die Feuerwehr jährlich rund 40 Einsätze. Das neue Feuerwehrhaus wurde 2001 eingeweiht. Die Ausrüstung besteht aus einem Tanklöschfahrzeug, einem Löschfahrzeug und einem Kleinrüstfahrzeug. Die 70 aktiven Mitglieder sowie die 12 Angehörigen der Jugendfeuerwehr werden von Kommandant Stefan Zettl geführt.
Der Männergesangsverein Eintracht Riedlingsdorf wurde vom Volksschullehrer Johann Posch mit 13 anderen Riedlingsdorfern im Jahr 1903 gegründet. Johann Posch übernahm den Gesangverein als Obmann und Chorleiter. Der Erste Weltkrieg unterbrach die Vereinstätigkeit. Nach einer Neugründung im Jahre 1929 musste der Verein nach dem Zweiten Weltkrieg ein drittes Mal gegründet werden. Beide Neugründungen fanden unter der Leitung von Obmann Adolf Trattner statt. Volksschuldirektor Johann Huber stand dem Verein jahrelang als Chorleiter vor. Heute werden die 20 aktiven Sänger von Obmann Peter Piff und Chorleiterin Elisabeth Bundschuh, welche in der mehr als 115-jährigen Vereinsgeschichte das erste und einzige weibliche Vereinsmitglied ist, geführt.
Der Fußballverein ASKÖ Riedlingsdorf wurde als RAC (Riedlingsdorfer Athletik-Club) am 19. Oktober 1930 gegründet. Der Zweite Weltkrieg unterbrach die Vereinstätigkeit, erst in der Saison 1947/48 wurde der Meisterschaftsbetrieb wieder aufgenommen. Heute spielt der Verein unter der Leitung von Obmann Dietmar Ringbauer in der 2. Klasse A Süd. Als größte Erfolge des Vereines wurde der Verein 1947/48, 1999/2000 und 2012/13 „Meister der 2. Klasse A Süd“ sowie 1954/55 und 1957/58 „Meister der 1. Klasse A Süd“. Drei Mal spielte der Verein in der Burgenländischen Landesliga: 1955/56, 1958/59, 1959/60.
Der Pensionistenverein Ortsgruppe Riedlingsdorf wurde 1959 unter Leitung von Johann Simon gegründet. Er ist Teil des Pensionistenverbandes Österreich. Dem Gründungsobmann (1959–1975) folgten als weitere Obmänner Johann Bendl (1975 bis 1990), Johann Arthofer (1990 bis 2011, seit 2011 Ehrenobmann) und Adolf Galfusz (2011 bis 2013). Heute steht dem Verein mit Anita Kuh eine Obfrau vor. Der Verein hat circa 20 aktive und mehr als 100 unterstützende Mitglieder. Einmal im Monat trifft man sich im Clubraum zum Tratsch und Spiel bei Kaffee und Kuchen. Man unternimmt Ausfahrten und feiert einmal im Jahr das Pensionistenfest, zu dem viele Besucher kommen.
Der Verschönerungsverein Riedlingsdorf wurde im Jahre 1963 von Bürgermeister Tobias Zapfel gegründet. Im Jahr 1973 übernahm Bürgermeister Erwin Kaipel die Leitung des Vereins, der in seiner Amtszeit um eine Tennissektion erweitert wurde. Gebaut wurden drei Tennisplätze sowie ein Klubhaus. Der große Spielplatz mit Biotop im Norden der Ortschaft wurde ebenfalls in diesen Jahren errichtet. Wilfried Bruckner übernahm den Verein im Jahre 1987 und übergab im Jahre 2000 die Leitung an den aktuellen Obmann Ludwig Fleck. Der Verein kümmert sich um Blumenschmuck und Ortsbildpflege. Unter anderem konnte im Jahre 2004 der Landessieg im Blumenwettbewerb erreicht werden. Der Verschönerungsverein ist auch für die Organisation der alljährlichen Flurreinigung verantwortlich.

### Regelmäßige Veranstaltungen

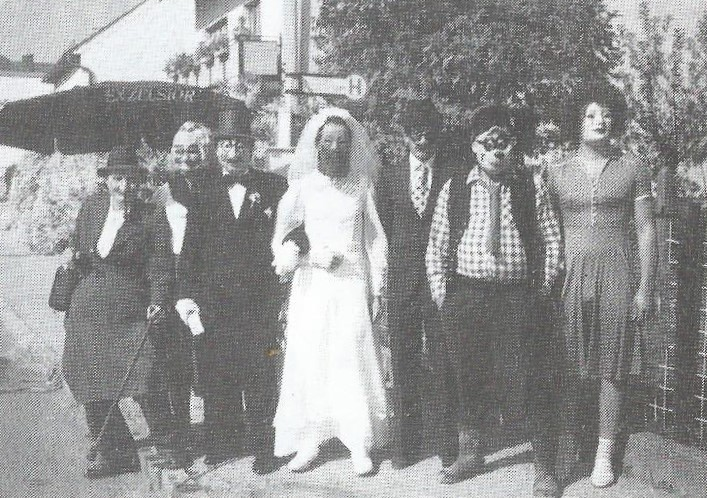
Das Vorziehen bei einer Hochzeit durch verkleidete, unverheiratete Männer.

Regelmäßig alle zwei Jahre findet seit dem Jahr 2000 am 16. September das sogenannte „Zwieflerfest“ auf dem Dorfplatz der Gemeinde statt. Im Jahr 2020 musste dieses aufgrund der Covid-19-Pandemie entfallen. Den Mittelpunkt des Festes bildet die sogenannte Zwiefelkrone, ein 6 × 8 Meter großes Gerüst, dessen Dach und Fassade aus tausenden Zwiebelknollen gebildet wird, für die im Frühjahr über 50 kg Steckzwiebeln ausgebracht wurden.

### Bräuche

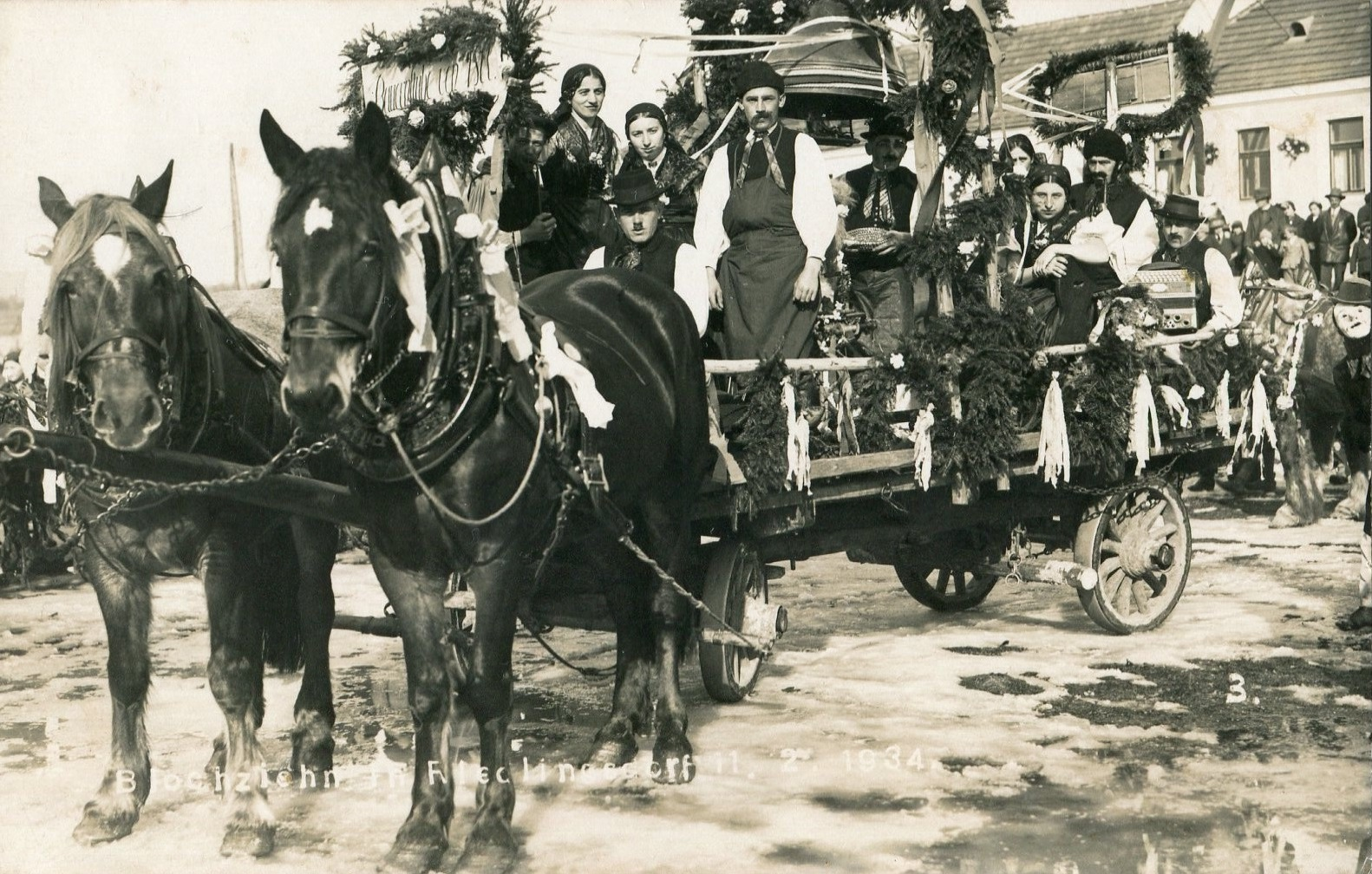
Blochziehen 1934

Folgende Bräuche sind typisch für die Ortschaft:
- Hoar sammeln (Haare sammeln): Diesen einzigartigen Brauch gibt es nur in Riedlingsdorf. Am Sonntag vor der Hochzeit wird die Braut von einer verheirateten Frau von Haus zu Haus begleitet, wo um ein sogenanntes Kranzelgeld gebeten wird. Der Name des Brauches leitet sich von der Tatsache ab, dass früher anstelle von Geld um Flachsfasern gebeten wurde. Die Spende soll als Starthilfe für das Brautpaar dienen.[159]
- Viaziagn (Vorziehen): Bei diesem Brauch wird bei einer Hochzeit von ebenfalls als Hochzeitsgesellschaft verkleideten, unverheirateten jungen Männer die Straße gesperrt, sodass die echte Hochzeitsgesellschaft nicht zur Kirche oder zum Standesamt fahren kann. An das Brautpaar und die Hochzeitsgäste wird dann Wein ausgeschenkt und gegen Übergabe einer kleinen Geldspende wird der Weg wieder freigegeben.[160]
- Blochziehen: Ein Brauch, der nicht nur im Burgenland, sondern auch in anderen österreichischen Bundesländern praktiziert wird, ist das Blochziehen.[161] Hier wird in Jahren, in denen es keine Hochzeit gegeben hat, während der Faschingszeit eine Braut in Form eines Baumes (= Bloch) aus dem Wald geholt, festlich geschmückt und von der Jugend des Dorfes durch die Ortschaft gezogen. Einer der unverheirateten Männern sitzt als Bräutigam in Frack und Zylinder auf diesem Baum, während viele Schaulustige die Straße säumen. In Riedlingsdorf fand 1934, 1964 und 1994 ein derartiges Blochziehen statt.[162]

## Wirtschaft und Infrastruktur

### Verkehr

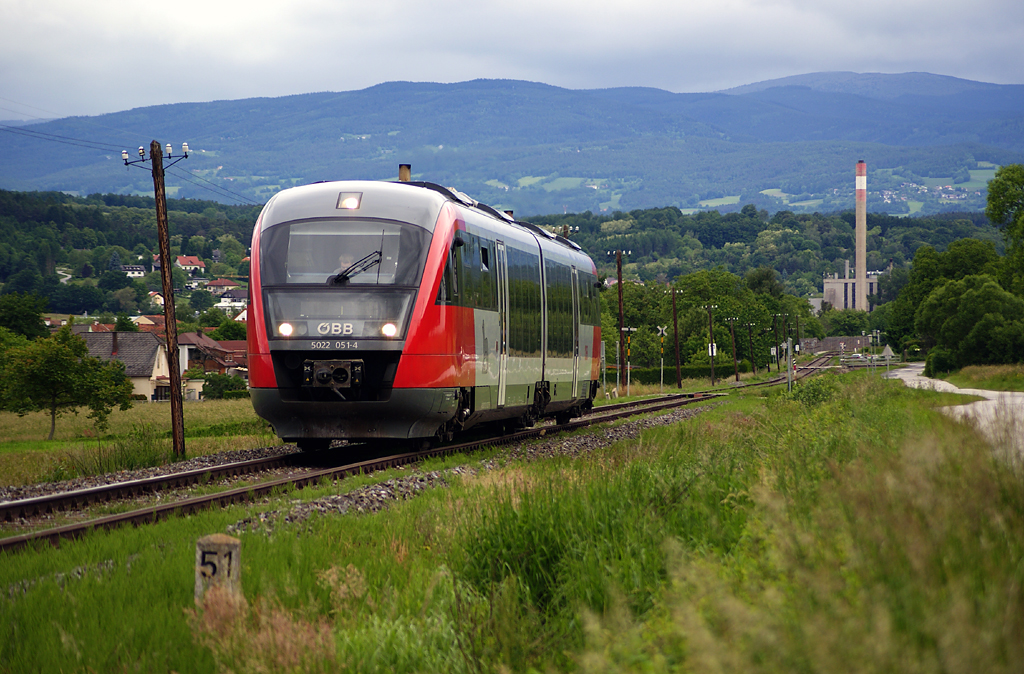
Dieseltriebwagen ÖBB 5022 bei Riedlingsdorf, 2010

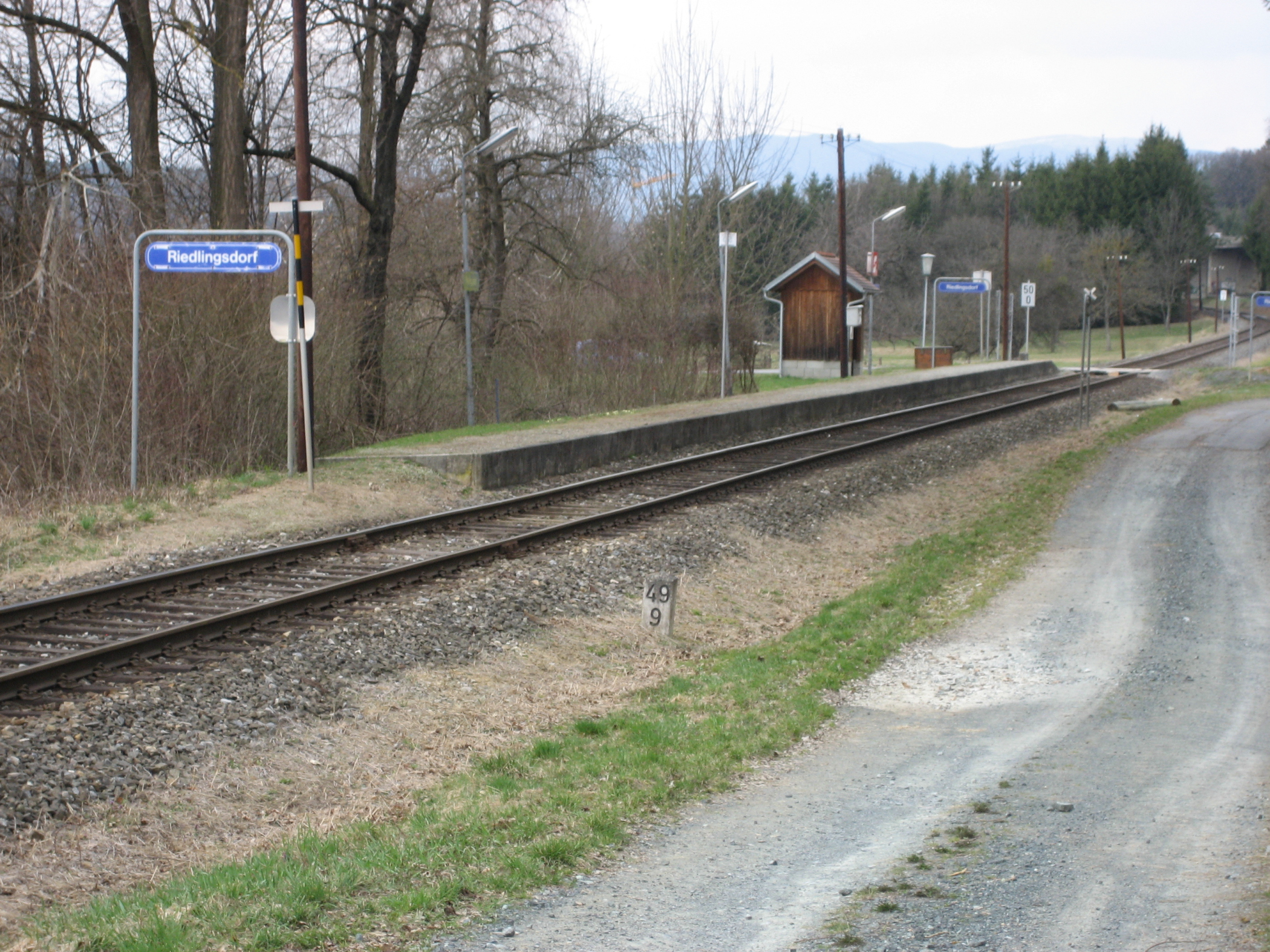
Ehemalige Haltestelle Riedlingsdorf, 2011

Riedlingsdorf liegt an der Steinamangerer Straße genannten Landesstraße B 63, die auf einer Länge von 43,6 km von Pinkafeld nach Oberwart führt.
Die regionale Buslinie 81 verbindet Riedlingsdorf mit Oberwart in der einen und mit Wolfau in der anderen Richtung.
Die seit 1945 bestehende Buslinie G1 verbindet den Ort zudem in nördlicher Richtung mit Wien und in südlicher Richtung nach Jennersdorf.
Die 1888 errichtete, und seit 1921 österreichische, 370 m ü. A. liegende Haltestelle Riedlingsdorf der Pinkatalbahn wurde zum 31. Juli 2011 geschlossen.
Der Fischteich bei Riedlingsdorf bildet eine Station auf dem 2005 eröffneten 31 km langen Radrundweg Pinkaradweg.

### Bildungseinrichtungen

#### Entwicklung des Schulwesen
Das Schulwesen in Riedlingsdorf war bis zum Jahre 1938 von den beiden Glaubensgemeinschaften dominiert; erst durch den Anschluss Österreichs an das Dritte Reich kam es in staatliche Verantwortung.

#### Staatliche Reformen des 18. und 19. Jahrhunderts
Kaiserin Maria Theresia regelte mit der Allgemeinen Schulordnung für die deutschen Normal-, Haupt und Trivialschulen in sämmtlichen Kayserlichen Königlichen Erbländern 1774 den Schulbetrieb in den österreichischen Kronländern. So wurde für kleinere Dörfer die Gründung von sogenannten Trivialschulen angeordnet, die als Vorläufer der Volksschule gelten. Sie stellten eine zweiklassige Schulform dar, in denen neben Religion noch Lesen, Schreiben und Rechnen unterrichtet wurde. Die Bestimmungen der „Theresianischen Schulordnung“ waren vorerst nur für den österreichischen Teil der Habsburgmonarchie verbindend, mit der „Ratio educationis“ wurden diese Bestimmungen 1777 auch den ungarischen Ländern vorgeschrieben. Allerdings galten sie dort nur für katholische Schulen, während sich die evangelischen Gemeinden erfolgreich gegen den staatlichen Eingriff zur Wehr setzten.
Aber auch so machte sich auf ungarischer Seite Widerstand gegen die Reformen Maria Theresias und ihres Sohnes Joseph II. breit, weil Letzterer die deutsche Sprache als Unterrichtssprache in den der Trivialschule übergeordneten Schulformen einführte. Nach dessen Tod wurde diese Bestimmung wieder zurückgenommen, eine neue im Jahre 1806 veröffentlichte „Ratio educationis“ führte dann zumindest in den katholischen Schulen zu einem einheitlichen Lehrplan, während aufgrund der Weigerung der evangelischen Gemeinden es in deren Schulen große qualitative Unterschiede gab, weil der Unterricht jeweils stark von den örtlichen Rahmenbedingungen abhing.

#### Entwicklung des katholischen Schulwesens in Riedlingsdorf
Der erste katholische Lehrer, der sich in Riedlingsdorf nachweisen lässt, war 1759 Leopold Fleckh, 1772 hieß der Lehrer Leopold Röck. Dieser wurde in der kanonischen Visitation von 1779 als 64-jährig, aus Gratwein gebürtig, mit 21 Dienstjahren beschrieben. Die Schule wurde laut der Beschreibung dieser Visitation entsprechend den Empfehlungen der „Ratio educationis“ von 1777 als zweiklassig geführt, wobei die Kinder der ersten Klasse im Buchstabieren und Religion unterrichtet wurde. Der Unterricht der zweiten Klasse umfasste das Schriftlesen, das Rechnen und Religion. Für „taugliche“ Schüler gab außerdem das Angebot eines Musikunterrichtes. Schulfrei war der Donnerstag, ebenso der komplette Oktober, der zur Erholung des Lehrers und zur Reinigung des Schulhauses dienen sollte. Der „Weinmonat“ dürfte deswegen als freier Monat gewählt worden sein, weil in Riedlingsdorf damals noch Wein angebaut wurde, und die Kinder für die Weinlese benötigt wurden.
1799 erfolgte die Errichtung einer Sonntagsschule, die für die schulentlassene Jugend und für Dienstboten gedacht war. Die kanonische Visitation des Jahres 1832 beschrieb das Schulhaus als strohgedecktes Haus mit zwei Zimmern, einer Küche und einer Kammer. Es hatte die Hausnummer 70 und befand sich an der Dorfstraße unterhalb der Filialkirche Riedlingsdorf. Der jeweilige katholische Lehrer besaß vier Äcker und drei Wiesen, die Familien mussten ihm, je nach Vermögensstand, jedes Jahr ein oder zwei Maß Winterweizen abliefern. Für das Läuten der Glocken oder das Singen bei einem Begräbnis gab es Entschädigungen in Form von Geldleistungen.
Im Vergleich zu seinen Kollegen in der evangelischen Schule musste der katholische Lehrer relativ wenige Kinder unterrichten, so gingen 1855 lediglich 16 Knaben und 12 Mädchen in die katholische Schule, während ein Jahr später 141 Kinder die evangelische Schule besuchten. Letzter Leiter der katholischen Schule war der Riedlingsdorfer Karl Hazivar, ehe durch den Anschluss Österreichs 1938 die Schulverantwortung an staatliche Institutionen überging.

#### Entwicklung des evangelischen Schulwesens in Riedlingsdorf
Die Entwicklung des evangelischen Schulwesen in Riedlingsdorf hing eng mit dem Toleranzpatent Josephs II. zusammen, das schließlich dazu führte, dass am 21. September 1794 eine evangelische Schule in der Ortschaft gegründet werden konnte. Davor hatte es laut eines von Kaplan Theophil Beyer im Jahre 1899 getätigten Rückblickes einen namentlich nicht mehr bekannten Riedlingsdorfer gegeben, der in Haus 185 wohnend, freiwillig die evangelischen Kinder des Ortes im Lesen, Schreiben und Rechnen sowie in der Religion unterrichtet hatte.
Die erste evangelische Schule war im Haus 158 (heute Mühlgasse 8) untergebracht. Als erster evangelischer Lehrer in Riedlingsdorf fungierte der in Unterschützen geborene Andreas Portschy, der diesen Dienst von 1795 bis 1842 versah. Wie der von ihm mit mehr als 150 Kindern durchgeführte Unterricht ablief, verdeutlicht die nachfolgende „Einteilung und Folge des öffentlichen Unterrichtes“, welche der 13-jährige Riedlingsdorfer Gottlieb Kaipel 1834 in sein Schulheft notierte.
In den Jahren nach dem Ausscheiden von Andreas Portschy aus dem Schuldienst gab es einen mehrmaligen Lehrerwechsel. Erst mit Samuel Bruckner bekleidete in den Jahren 1849 bis 1872 eine Lehrkraft das Amt wieder für eine längere Zeit. In seiner Amtszeit baute die evangelische Gemeinde 1849 ein neues Schulhaus (Hausnummer 53), das aufgrund eines 1852 aufgesetzten kleinen Glockenturmes vom Volksmund „Turmschule“ genannt wurde. Bis zu diesem Zeitpunkt hatte man sich mit der katholischen Gemeinde eine Glocke in deren Kirche geteilt. Die Turmschule wurde in einem Bericht aus dem Jahre 1859 als solid gebautes, ziegelgedecktes, Schulhaus mit Schul- und Wohnzimmer, einer Küche, Vorratskammer und Keller beschrieben. Unter dem Nachfolger von Samuel Bruckner erfolgte 1876 die Einrichtung einer zweiten Klasse, es gab nun Unter- und Oberstufe, und die Einstellung eines zweiten Lehrers, um den Unterricht der rund 170 Kinder qualitativ zu verbessern. Da diese beiden Klassen in der Turmschule aber nur durch eine Zwischenwand voneinander getrennt waren, erfolgte 1896 der Ankauf eines aufgelassenen Gasthauses (Haus 218) in dem eine der beiden Klassen fortan untergebracht war.
1899 kam der gebürtige Oberschützener Johann Posch als Lehrer nach Riedlingsdorf. In den 32 Jahren seines Wirkens gründete er 1903 den Männergesangsverein „Eintracht“ Riedlingsdorf und betätigte sich als örtlicher Archäologe, indem er einiger der Riedlingsdorfer Grabhügel aus römischer Zeit untersuchte. 1909 erfolgte die Eröffnung der dritten evangelischen Klasse, diese war im Wirtschaftstrakt des Hauses 218 untergebracht und ist noch heute baulicher Bestandteil des evangelischen Gemeindezentrums. Mit dem Anschluss Österreichs an das Deutsche Reich gingen die drei Klassen der evangelischen Gemeinde in die Verantwortung staatlicher Stellen über.

#### Staatliches Schulwesen ab 1938
Durch die Machtübernahme der Nationalsozialisten wurden die konfessionellen Schulen in staatliche Bildungseinrichtungen umgewandelt und bildeten nun die Volksschule Riedlingsdorf, an der baulichen Situation änderte sich hingegen nichts, der Unterricht wurde nach wie vor in den vorhandenen vier Klassen abgehalten. Aufgrund der politischen Veränderungen und der Kriegsereignisse kam es in den nächsten Jahren zu einigen Veränderungen beim Lehrerpersonal. Eine Konstante im Schulbetrieb in Riedlingsdorf nach Ende des Zweiten Weltkrieges war der Lehrer Adolf Unger, der als Leiter für acht Schulstufen verantwortlich zeichnete, die weiterhin in den vier vorhandenen Klassenzimmern unterrichtet wurden. Die Schülerzahlen schwankten in dieser Zeit meist zwischen 150 und 160 Schüler und Schülerinnen. Mit Hans Hutter und Johann Huber kamen in den 1940er- und 1950er-Jahren zwei Lehrkräfte in die Ortschaft, die in weiterer Folge mehrere Generationen Riedlingsdorfer Kinder ausbilden und auch in der örtlichen Vereinskultur wichtige Rollen spielen sollten.
Die 1960er-Jahre waren einerseits von einem langsamen Rückgang der Schülerzahlen gekennzeichnet, andererseits aber auch von der Notwendigkeit sich über den Neubau eines Schulgebäudes Gedanken zu machen, nachdem eine Kommission des Landesschulrates der Gemeinde bereits 1964 desolate Verhältnisse in den vorhandenen Gebäuden attestiert hatte. Diese Überlegungen mündeten im Bau der sogenannten „Zentralschule“, eines Gebäudes, in dem alle vier Schulklassen untergebracht werden konnten. Wie sich später herausstellen sollte, traf man bei der Wahl der Bauweise (Porenbetonfertigteile) eine falsche Entscheidung, die 35 Jahre später einen weiteren Neubau zur Folge hatte. Die erste dieser beiden zentralen Schulen wurde 1971 eingeweiht. Die Schülerzahlen begannen nun rapide zu sinken, vor allem weil die Oberstufe der Volksschule ein Auslaufmodell darstellte und die Kinder nach der Absolvierung der Unterstufe stattdessen in die Hauptschule nach Pinkafeld, in das Bundesgymnasium Oberschützen oder andere Schulen wechselten.
1988 erfolgte nach einer Abstimmung unter den Eltern die Einführung der Fünftagewoche. Da das 1971 eingeweihte Schulgebäude aufgrund seiner Baumängel keinen adäquaten Unterricht mehr zuließ, erfolgte die Errichtung eines neuen Schulgebäudes durch die Oberwarter Siedlungsgenossenschaft. Dieser Gebäudekomplex, der im März 2007 bezogen werden konnte, ist nun Teil des Riedlingsdorfer Gemeindezentrums und kann in Kombination mit dessen Infrastruktur und dem schuleigenen großen Mehrzweckturnsaal auch für größere kulturelle Veranstaltungen genutzt werden.

#### Aktuelle Situation
Aufgrund des Geburtenrückganges der letzten Jahre schwankte die Klassenzahl der Volksschule Riedlingsdorf in der jüngeren Vergangenheit zwischen zwei und vier Klassen, derzeit wird sie dreiklassig geführt. Um die Verwaltung im Bildungsbereich zu verschlanken, schuf das Land Burgenland sogenannte Schulcluster, wobei die Volksschule Riedlingsdorf zusammen mit den Volksschulen von Loipersdorf-Kitzladen und Neustift an der Lafnitz einen derartigen Cluster formt. Dieser wird aktuell vom Direktor der Volksschule Neustift an der Lafnitz geleitet.

### Friedhöfe
Der Friedhof Riedlingsdorf befindet sich östlich der katholische Filialkirche Riedlingsdorf auf Höhe des Gemeindeamtes. Ursprünglich befand sich der Riedlingsdorfer Friedhof zusammen mit der katholischen Holzkirche am südlichen Ortsrand der Gemeinde. Als diese Kirche 1811 demoliert und in der Ortsmitte der Grundstein für die neue Kirche gelegt wurde, erfolgte auch die Auflassung des alten Friedhofes sowie die Neuerrichtung des Friedhofes an seiner jetzigen Lage.

### Ortsansässige Unternehmen
- Das „Tondach Werk & Lager Pinkafeld“ des Ziegelherstellers Wienerberger Österreich GmbH befindet sich im Norden von Riedlingsdorf. In dem umgangssprachlich Ringofen genannten Werk wurden früher vor allem Mauerziegeln hergestellt, während vom derzeitigen Besitzer, der Wienerberger Österreich GmbH, ausschließlich Dachziegeln produziert werden.
- Rund einen Kilometer südlich der Ortschaft befindet sich die Betriebsstätte der Sonnenerde GmbH. Dieser mehrfach ausgezeichnete Betrieb (Österreichischer Klimaschutzpreis 2012, Trigos-Preis 2014, Houskapreis – Publikumswertung 2016)[180] verarbeitet Grünschnitt, Klärschlamm und andere organische Materialien zu unterschiedlichen Kompostsorten. 2022 erfolgte unter Beisein von Landesrat Leonhard Schneemann der Spatenstich für die Errichtung einer Anlage zur Produktion von Pflanzenkohle. Das Unternehmen erhielt 2012 den Österreichischen Klimaschutzpreis in der Kategorie „Klimaschutz durch Innovation“ für die Entwicklung und Errichtung einer funktionierenden und abfallrechtlich genehmigten Pflanzenkohleproduktionsanlage, durch den Neubau soll die Produktionsmenge auf 2.000 Tonnen jährlich gesteigert und so 3.000 Tonnen Kohlendioxyd gebunden werden.[181]
- Gewerbebetriebe sind u. a. „EMMZ Elektro-Management-Markus Zapfel“
- landwirtschaftlich-produzierende Betriebe sind unter anderem die „Eisenfaust – Imkerei Jürgen Piller“
- im Ort befinden sich drei Gasthöfe und eine Tankstelle

### Wirtschaftsbereiche
Ein Teil Landwirtschaft ist als Agrargemeinschaft organisiert.

## Persönlichkeiten

### Ehrenbürger
- 2007: Hans Niessl (* 1951), Landeshauptmann des Burgenlandes 2000–2019[182]

### Söhne und Töchter der Gemeinde
- Alfred Hofer († 1944), Widerstandskämpfer und NS-Opfer
- Elisabeth Bundschuh (1899–1941), NS-Euthanasie-Opfer in Schloss Hartheim[125]
- Manfred Biskup (1936–2010), österreichischer Dramaturg
- Hans Krutzler (1913–1991), Politiker (SPÖ) und Hauptschuldirektor
- Erwin Kaipel (* 1952), Bürgermeister und Abgeordneter zum Nationalrat
- Wilhelm Kaipel (* 1948), Fußballtorwart und -trainer
- Tobias Piff (1879–1927), Bauer und Politiker
- Gustav Rehberger (1910–1995), österreichisch-amerikanischer Künstler und Cartoonist[183]

### Mit der Gemeinde verbundene Persönlichkeiten
- Andreas Portschy, evangelischer Lehrer von 1795 bis 1842
- Johann Richter (* 1951), Politiker (FPÖ)
- Hannes Artner (* 1984), österreichischer Basketballspieler

## Sonstiges
Eine geplante Sendung in Riedlingsdorf zum Jubiläum des Burgenlandes 2020 bei Guten Morgen Österreich ist aufgrund der Covid-19-Pandemie entfallen.